# Футбол в Крыму

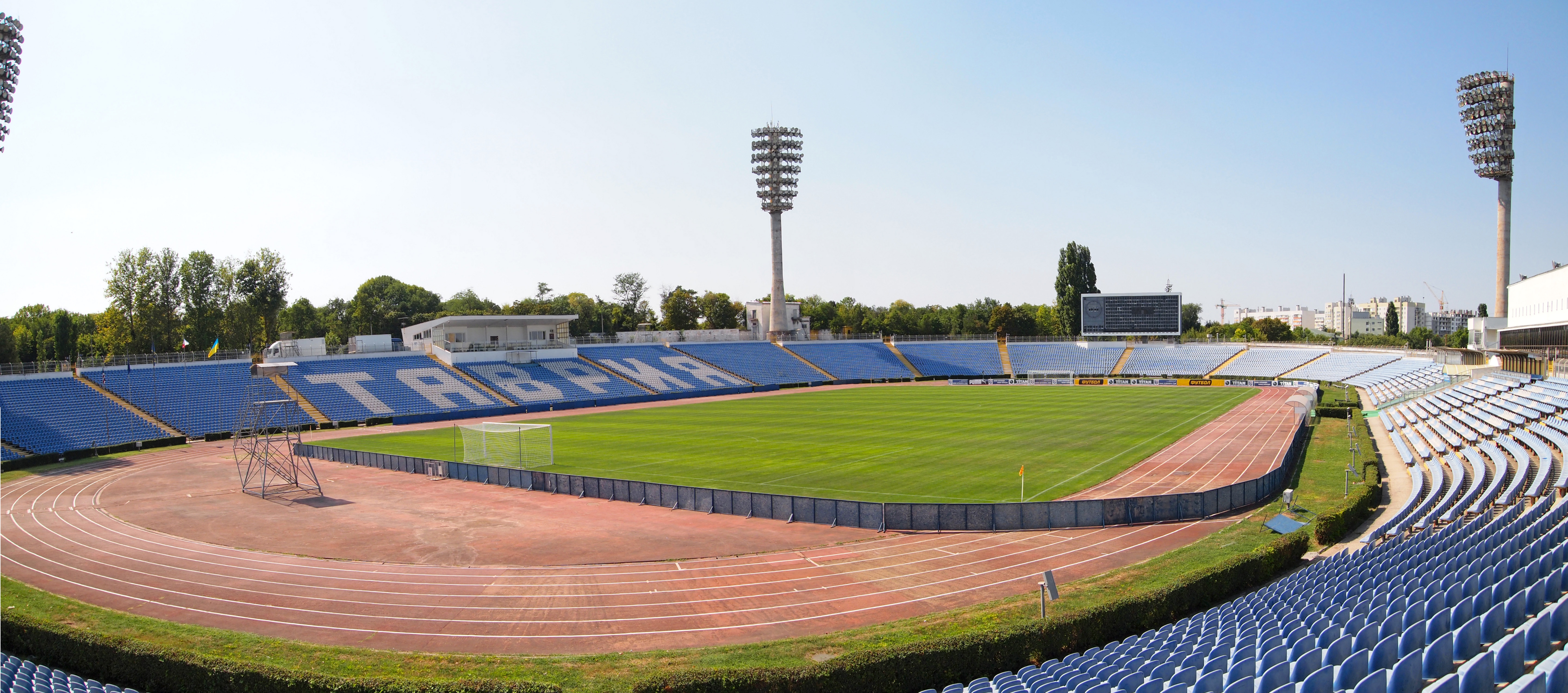
Стадион «Локомотив» в Симферополе — главная футбольная арена Крыма

Футбол — один из самых популярных видов спорта в Крыму. Главным руководящим органом крымского футбола является Республиканская федерация футбола Крыма (РФФК), созданная в 1939 году и до 2014 года являвшаяся членом Федерации футбола Украины. После аннексии Крыма Россией, поскольку УЕФА запретила крымским клубам участвовать в чемпионате России, для организации профессиональных соревнований в 2015 году был создан Крымский футбольный союз.
В Крыму существует два дивизиона (Премьер-лига КФС и Открытый чемпионат Крыма), ежегодно проводятся турниры на Кубок и Суперкубок КФС.
Симферопольская «Таврия» — самый известный и титулованный клуб Крыма. Крупнейшим достижениями крымского футбола является победа «Таврии» в первом чемпионате независимой Украины в 1992 году и Кубке Украины 2010 года.
С 2023 года участниками любительского дивизиона «Б» Второй лиги России является «Севастополь» и ялтинский «Рубин».
Главной футбольной ареной полуострова считается симферопольский стадион «Локомотив», который вмещает 19 тысяч зрителей.

## История

### Зарождение футбола в Крыму. Начало XX века
Организованные спортивные общества, «кружки футболистов», начали появляться в Крыму в начале XX века. Кружки не имели официального статуса, а сами игроки занимались футболом в качестве хобби. На заре появления футбола на полуострове он был распространён в основном среди обеспеченных людей. Остальные не могли позволить себе заниматься футболом из-за длительного рабочего дня, отсутствия средств на покупку формы или мяча, не говоря уже о внесении членского взноса в кружок футболистов.
Созданный в 1909 году в Севастополе кружок футболистов сформировал две команды — «Красные» и «Жёлтые». Обе команды получили названия от цвета своей формы. Известно, что 9 (22) июля 1910 года команды провели между собой матч, отчёт о котором был опубликован в газете «Крымский вестник». Благодаря этой заметке данный поединок считается первым свидетельством о проведении футбольных матчей на территории Севастополя и Крыма в целом. Кроме футбольных матчей между севастопольскими командами, проводились встречи с соперниками из Симферополя. Так, 25 июля 1910 года в Симферополе местная команда принимала гостей из Севастополя. Встреча завершилась с ничейным результатом, а в ответном матч в Севастополе победу праздновали хозяева поля (4:0).

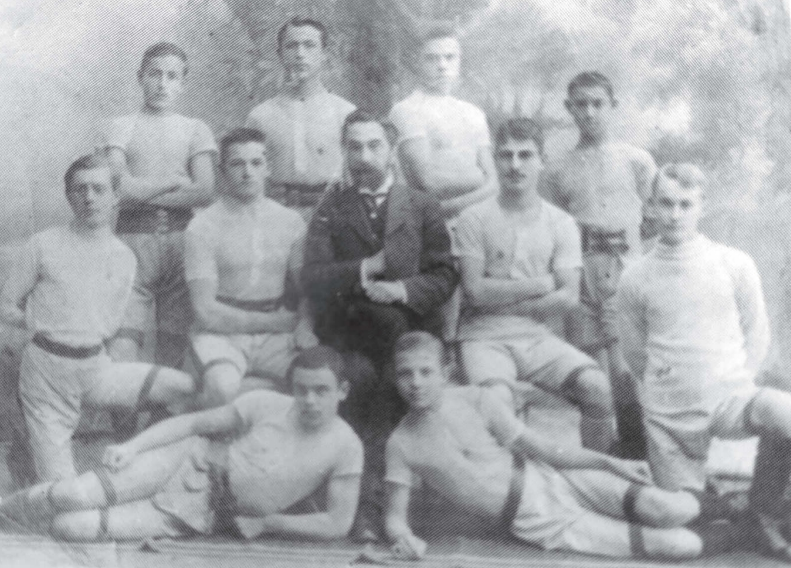
Керченская команда «Лаун-Теннис и Футбол клуба» под руководством И. Симмелиди. 1914 год

В Керчи в 1909 году было зарегистрировано общество «Лаун-Теннис и Футбол клуба». Председателем футбольной команды, созданной при данном обществе, являлся И. Симмелиди. Членами общества стали ученики гимназии и торговой школы, рабочие и служащие. Спустя год после основания команды керчане провели матч против английских футболистов. По предположению С. Хорошко, соперниками керчан являлись моряки одного из британских кораблей, стоявших в порту города. Игра завершилась разгромным поражением гостей (10:0), а после матча чай для футболистов приготовил английский консул.
С 1910 года проводился «Кубок пяти портовых городов», который уже в 1912 году состоялся в Феодосии, где было сыграно 18 матчей. Первые три призовых места достались представителям Бердянска, Таганрога и Мариуполя, а на четвёртом и пятом местах расположились футболисты Керчи и Феодосии соответственно. За ходом соревнований следили представители московских изданий «К спорту!» и «Русский спорт».
Для защиты от зевак в марте 1913 года керченское общество тенниса и футбола обратилось в городскую думу с просьбой возвести стены вокруг спортивного поля, так как имеющиеся стены были слишком низкими. Дума ходатайство не приняло и спустя год члены общества самостоятельно приступили к обустройству и выравниванию площадки на территории горы Митридат.
Весной 1911 года «кружок футболистов» был зарегистрирован градоначальством и получил название Севастопольский кружок любителей спорта (СКЛС), председателем которого стал Сергей Пестерев. В январе 1912 года СКЛС выступил соучредителем Всероссийского футбольного союза. Тем не менее дебютировать в чемпионате Российской империи у команд Симферополя и Севастополя не вышло из-за отсутствия финансовых средств.

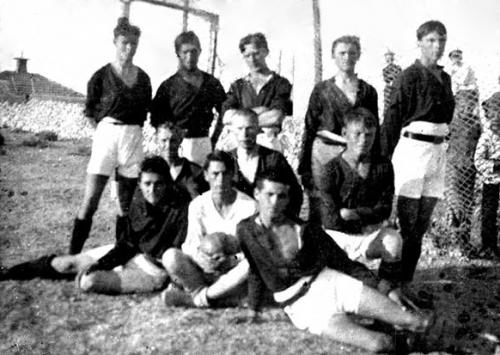
Команда «Рекс» в 1920 году

Развитию футбола способствовала изданная в 1912 году группой офицеров 13-й Артиллерийской бригады из Севастополя брошюра под названием «Руководство по лёгкой атлетике и игре „Футбол“». В годы Первой мировой войны футбольная жизнь в Крыму продолжалась. Так в июне 1915 года на Куликовом поле в Севастополе состоялись два матча между командами Севастополя и Симферополя. Организаторы направили 25 % прибыли от проданных билетов на нужды семей военнослужащих. Севастопольский кружок любителей спорта в сентябре 1915 года впервые разыграл чемпионат города. Для победителя турнира был изготовлен переходящий серебряный кубок. Титул первого первого городского чемпиона остался за командой Константиновского реального училища. В 1917 году при СКЛС была создана команда «Рекс», ставшая одной из сильнейших команд на полуострове в последующие годы.
Футбол продолжил развиваться и после прихода в Крым Вооружённых сил Юга России. На полуострове появилась команда сокольских гимнастов. Созданная сборная кадетов старших классов играла под руководством полковника Н. Н. Колосовского. После эвакуации белогвардейцев из Крыма гимназисты продолжили играть в футбол в изгнании, в частности в Королевстве сербов, хорватов и словенцев.

### Футбол Крыма с установлением советской власти (1921—1941)
Первый матч после установления власти советов состоялся в 1921 году между сборными Керчи и Феодосии. Участником Первой Всеукраинской Олимпиады 1922 года должна была стать сборная Крыма, однако по неизвестным причинам на игру с одесситами она не явилась. Новая власть начала создавать пролетарские спортивные клубы при профсоюзных коллективах и различных военных формированиях. Такие клубы зачастую имели свои футбольные секции. Согласно решению Совет народных комиссаров РСФСР от 27 июня 1923 года все частные спортивные клубы Крыма, созданные по законам Российской империи, были ликвидированы. Тем не менее, уже в 1925 году на полуострове имелось 85 кружков физической культуры, где числилось более 3 тысяч человек.
В 1923 году состоялась первая Всекрымская спартакиада, где в рамках соревнований по футболу победу праздновали игроки из Севастополя, получившие серебряный Кубок имени товарища Подвойского. Сильнейшим на Всекрымской спартакиаде в следующем году оказались уже футболисты Симферополя.
Совет физической культуры Крыма состоял в подчинении Украинского Высшего совета физической культуры, откуда в июне 1925 года был передан в распоряжение ВСФК РСФСР. Сборная Крыма, несмотря на то, что полуостров в рамках советских административных границ входил в состав РСФСР, участвовала во всеукраинской спартакиаде 1923 года, где заняла итоговое пятое место. На всекрымском празднике физкультуры 1926 года победу в футбольном первенстве Крыма одержала сборная Севастополя.
В чемпионате РСФСР крымские команды впервые дебютировала в 1927 году. Тогда в турнире на стадии 1/8 финала сборная Симферополя уступила сборной Северного Кавказа (2:4). В 1928 году сборная Крыма, состоящая из игроков Симферополя и Севастополя, выступала на Всесоюзной спартакиаде в Москве, где в итоге заняла 10 место из 12 команд-участниц. На международном уровне в это время состоялись следующие встречи. В 1926 году сборная рабочих профклубов Феодосии принимала команду английского парохода и обыграла её со счётом (4:0). В 1928 году в рамках «укрепления спайки и созданию единого спортивного рабочего фронта против буржуазных спорторганизаций» сборная Крыма сыграла с командой финского рабочего союза ТУЛ.
Неудачами обернулись выезды крымских футболистов на чемпионаты РСФСР 1931 и 1932 годов. Так, в 1931 года сборная Крыма уступила в 1/4 финала Северокавказскому краю (0:5), а в 1932 году сборная Симферополя проиграла в 1/8 финала представителям Пятигорска (1:5). На чемпионате РСФСР 1934 года симферопольцы заняли итоговое 8 место.
Согласно постановлению Высшего совета физкультуры СССР от 1935 года представители Севастополя и Симферополя были отнесены к третьему классу футбольных команд страны. Приняв участие в отборе на чемпионат СССР, сборные Симферополя и Севастополе оказались слабее футболистов из Ростова-на-Дону. После реформы советского футбола 1936 года был организован Кубок СССР, где стартовала и команда Севастопольского морского завода. В рамках 1/64 финала севастопольцы оказались сильнее днепропетровского «Локомотива» (1:0), но в следующем раунде проиграли харьковской команде ХТЗ (2:3). Одним из главных достижений довоенного «Судостроителя» — команды Севморзавода — стал выход в полуфинал Кубка РСФСР среди коллективов физической культуры 1939 года.
В конце 1930-х — начале 1940-х на постоянной основе начал проводиться чемпионат и кубок Крыма. Организатором соревнований выступал Крымский комитет по делам физической культуры и спорта. Футболисты совхоза «Хан-Эли» Бахчисарайского района стали победителем чемпионата среди команд садово-виноградных совхозов СССР 1937 года.
Помимо этого развивался и детский спорт. Проводились всекрымские соревнования среди детских команд. Во время гражданской войны в Испании Крым стал местом, куда отправляли отдыхать испанских детей в пионерские лагеря. Из числа таких детей была сформирована команда, игравшая со сверстниками из различных уголков полуострова.
Последний матч перед началом Великой Отечественной войны в Крыму был сыгран 15 июня 1941 года. Тогда на симферопольском стадионе «Пищевик» встречалось местное «Динамо» с командой погранвойск и одержала победу со счётом 5:1.

### Во время Великой Отечественной войны
С началом Великой Отечественной войны футбольные соревнования прекратились. Известно, что 3 августа 1941 года, незадолго до начала обороны Севастополя, в городе прошла игра между первой и второй командами Севморзавода. Все собранные на матче деньги были направлены в фонд обороны.
Многие футболисты были мобилизованы в ряды Красной армии. Одними из них стал вратарь керченского «Пищевика» Владимир Благодарный, служивший в звании старшего лейтенанта командиром стрелковой роты и погибший при освобождении станицы Крымской Краснодарского края в 1943 году. Один из лучших футболистов в довоенной Керчи Пётр Фрейдин проходил службу в звании капитана и являлся командиром 613-й отдельной штрафной роты. Фрейдин был убит во время битвы за Новороссийск в 1943 году. При обороне Севастополя погиб один из лучших довоенных севастопольских футболистов Лазарь Готтэ. На ленинградском фронте был убит Александр Полотай, представлявший севастопольские «Динамо» и СФК.
Краснофлотец А. В. Райкунов, игравший до войны за севастопольские команды «Дивсторкат» и Дома Военно-Морского Флота (ДВМФ) стал командиром разведроты. Указом Президиума ВС СССР от 18 сентября 1943 года за бои в Новороссийске ему было присвоено звание Героя Советского Союза.
Трофей, вручённый за победу в Кубке Крыма 1940 года команде Севастопольского завода имени Серго Орджоникидзе, был вывезен в Поти и вернулся на полуостров уже после окончания войны.

### Послевоенное восстановление (1945—1954)
Восстановление розыгрыша чемпионата Крыма состоялось в 1945 году, а Кубка в 1946 году. В 1948 году в Симферополе при домоуправлениях было организовано 23 детские команды, игравших в матчах на первенство города. Всего за 1948 год в Крыму прошло 238 футбольных матча, 73 их которых состоялись в Симферополе. Одним из толчков к возрождению футбола на полуострове стал визит английских кораблей в Севастополь в 1947 году. Для того, чтобы не ударить в грязь лицом перед иностранцами, в город-герой были «командированы» игроки дублирующего состава московского ЦДКА, которые не оставили камня на камне от англичан.
В послевоенном Крыму существовал целый ряд проблем в футбольной сфере. Ни один стадион на полуострове не имел качественного газона, а отсутствие квалифицированных судей снижало объективность проводимых соревнований. Для повышения качества игры крымских команд Комитет по делам физической культуры и спорта при Совете министров СССР направил в 1951 году для показательных игр команды класса «А» — ленинградское «Динамо» и московское «Торпедо». «Динамовцы» сумели обыграть команду Севастопольского дома флота (3:0) и уступили симферопольской команде Таврического военного округа (1:3), а «Торпедо» сыграло с командой Евпатории вничью (0:0).
Набирающий популярность футбол в среде рабочих Керченского металлургического завода, подвергся критике со стороны инспектора горкомитета по делам физкультуры и спорта А. Киселевского. В своей заметке на страницах газеты «Керченский рабочий» он пояснил, что трудящиеся не занимаются ни одним другим видом спорта кроме футбола, хотя на предприятии созданы все условия для игры в баскетбол или волейбол, а также для занятий лёгкой атлетикой. Траты заводского комитета на футбол в 1951 году составили 50 тысяч рублей.
На соревнованиях внутри РСФСР крымские команды особых успехов не добивались. Лучшим результатом послевоенного времени является выход в 1948 году в четвертьфинал Кубка РСФСР среди коллективов физкультуры евпаторийского «Молота», который уступил на этой стадии будущему победителю турнира — «Динамо» из Владимира с разгромным счётом (0:7).

### Крымский футбол в Украинской ССР
После подписания указа о передаче Крымской области Украинской ССР в 1954 году команды с полуострова начали выступать во внутриукраинских турнирах. Первым таким соревнованием стал чемпионат Украины среди КФК, где симферопольский «Труд» в своей зоне не смог одержать ни одной победы и завершил турнир на последнем месте. Слабое развитие футбола на полуострове в это время отмечал председатель крымской областной футбольной секции М. Бланк. Общее количество занимающихся футболом росло медленно и составляло к 1954 году всего 2500 человек. Бланк среди проблем местного футбола указывал на недостаточное количество детских и юношеских футбольных секций, проблемы с инвентарём и инфраструктурой, а также отсутствие тренерских кадров. Зачастую роль тренеров выполняли сами футболисты, не имеющие необходимой подготовки. Ряд тренеров вообще не проводили тренировок, либо, как писал Бланк, применяли «старые антинаучные методы, заключающиеся в бессистемных ударах по воротам в условиях, совершенно не встречающихся в игровой обстановке». Ситуация к 1960 году немного улучшилась, появилось более 400 команд, а среди занимающихся футболом числилось 6500 человек. По состоянию на 1971 год в Крыму было уже более 500 команд, а футболом в целом занималось более 30 тысяч человек.
Сильнейшей командой в середине XX века на полуострове являлся севастопольский Спортивный клуб Черноморского флота (СКЧФ), в одно время именовавшийся как Дом офицеров флота (ДОФ). Команда в своём активе имела опыт выступления классе «Б» советского футбола (втором по рангу дивизионе страны), где в общей сложности провела шесть сезонов. Лучшим достижением «моряков» стала победа в своей зоне в 1958 году, что позволило клубу сыграть в финальных играх за право участия в сильнейшем советском дивизионе. Тем не менее, команде не удалось повысится в классе, заняв третье место в финале.
Пять добровольных спортивных обществ («Буревестник», «Искра», «Медик», «Наука» и «Труд») в 1955 году были объединены в «Буревестник», в результате чего симферопольская команда «Труд» продолжила выступления уже под названием «Буревестник». Особым приказом Управления МВД по Крыму от 1958 года на базе «Буревестника» был создан симферопольский «Авангард». Команда сразу же начала выступать в чемпионате СССР класса «Б». По итогам первого сезона симферопольцы под руководством Николая Глебова заняли предпоследнее место в своей зоне.
С 1962 года команда «Авангард» находилась под опекой Крымского отделения Приднепровской железной дороги. Под конец года глава крымского МВД Андрей Рыжиков потребовал от главного тренера команды Антонина Сочнева улучшить результаты и спросил что нужно предпринять для этого. Сочнев предложил изменить название команды на «Таврию», поскольку «для „Авангарда“ у нас не хватает мастерства». Впервые победы во Второй лиги СССР «таврийцы» добились в 1973 году, выиграв свою зону и получив звание чемпиона Украинской ССР. Этот успех позволил крымчанам сыграть в финальном этапе второй лиги за право выступления в Первой лиги СССР в следующем сезоне. «Таврия» заняла второе место и получила повышение в классе. В 1974 году команда добилась выхода в финал Кубка УССР, где оказалась сильней житомирского «Автомобилиста» (2:1, 2:0).
Единственный раз путёвку в высший дивизион советского футбола «Таврия» завоевала в сезоне 1980 года под руководством Анатолия Полосина. К экватору турнира высшей лиги крымчане расположились в середине турнирной таблице, набрав 19 очков в 19 играх, но при этом расположившись в 4 очках от призовых мест. Во второй половине турнира команда выступила крайне неудачно, набрав те самые 4 очка, однако лишь за все 15 оставшихся матча, после чего вернулись обратно в Первую лигу. Таким образом сезон 1981 года стал единственным в истории советского футбола, когда клуб из Крыма был представлен в Высшей лиги страны.
По мнению игрока «Таврии» Владимира Причиненко причиной плохого результата команды на высшем уровне стали проблемы с жилищными условиями игроков, проживавших на клубной базе вместе с семьями, а также автокатастрофа неподалёку от Ялты, в которой погибли футболисты крымчан Сергей Туник, Виктор Королёв и Александр Бережной. Туник скончался сразу, Королёв погиб от полученных травм спустя год, а виновным в аварии был признан Бережной, лишённый за это звания мастера спорта СССР.
Лучший результат в Кубке СССР «Таврия» показала будучи уже клубом Второй лиги в 1987 году. Симферопольцы дошли до полуфинала, но уступили минскому «Динамо» (0:2). Кроме «Таврии» участниками турниров среди команд мастеров являлись севастопольская «Чайка» (также выступала как «Атлантика») и керченский «Океан», однако выше соревнований Второй лиге СССР им подняться никогда не удавалось. Лучшим результатом в этом турнире у «Океана» является третье место сезона 1988 года, а у «Чайки» — шестое место в сезонах 1981 и 1982 годов. На уровне чемпионата Украинской ССР по футболу среди коллективов физической культуры в 1965 и 1966 годах побеждал севастопольский «Металлист». Наиболее близким к повторению успеха «Металлиста» был армянский «Титан», который в 1976 и 1977 годах занимал второе место в этом турнире.
Первый мини-футбольный турнир на полуострове состоялся в 1972 году в спортивном зале стадиона «Локомотив» в Симферополе на призы команды «Таврия». Участия в состязании приняли 12 коллективов. В этом же году в Крыму прошёл выставочный матч по женскому футболу, где сыграли днепропетровские команды «Днепр» и «Метеор». На 1988 год пришлось появление женской сборной Крыма по футболу, основу которой составили студентки факультета физической культуры и спорта Симферопольского госуниверситета. Инициатором создания команды стал преподаватель кафедры физического воспитания А. А. Чупров. В 1991 году женский футбольный клуб «Луйс» из Симферополя дебютировал в розыгрыше Первой лиги СССР. Составленная в основном из студенток СГУ команда тогда заняла второе место в зональном турнире.

### В независимой Украине

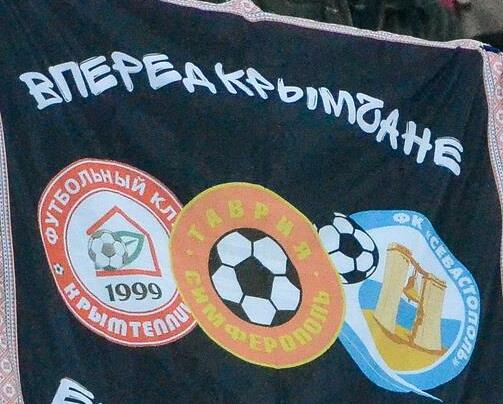
Баннер крымских болельщиков с логотипами «Крымтеплицы», «Таврии» и «Севастополя»

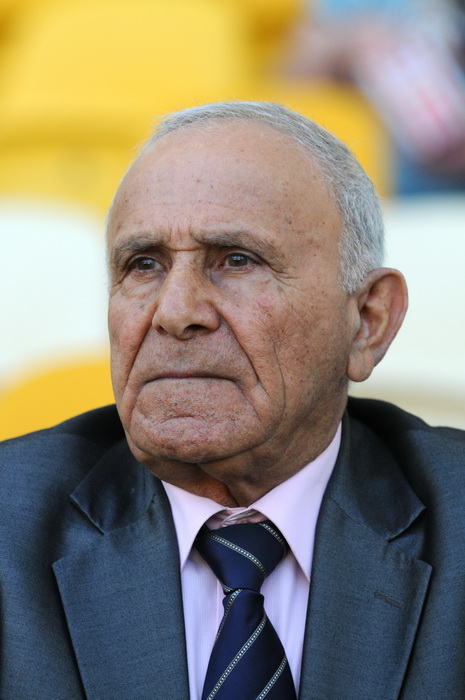
Анатолий Заяев привёл «Таврию» к победе в первом чемпионате Украины

После распада СССР первый чемпионат уже независимой Украины стартовал в марте 1992 года. Федерация футбола Украины решила проводить свои чемпионаты по системе «осень — весна», поэтому первый розыгрыш под эгидой ФФУ проходил в укороченном виде и окончился в июле того же года. «Таврия» стала победителем своей группы, опередив донецкий «Шахтёр» и одесский «Черноморец». Матч за звание первого чемпиона Украины состоялся 21 июня 1992 года на стадионе «Украина» во Львове, где крымчане встретились с киевским «Динамо». Команда под руководством Анатолия Заяева хоть и не была фаворитом встречи, но благодаря единственному голу Сергея Шевченко сумела победить и получила право первой представлять Украину в Лиге чемпионов.
В еврокубке «Таврия» стартовала с предварительного раунда, где сначала одолела ирландский «Шелбурн» (0:0, 2:1). Тем не менее в следующем раунде команда уступила чемпиону Швейцарии «Сьону» (1:4, 1:3) и вылетела из турнира. В сезоне 1993/94 «Таврия» вышла в финал Кубка Украины, где оказалась слабее одесского «Черноморца» (0:0 осн. и доп. время, 3:5 по пен.).
Остальные крымские команды в украинском футболе свой путь начали в следующих дивизионах: севастопольская «Чайка» в Первой лиги, а армянский «Титан», керченский «Океан» и феодосийское «Море» — в Переходной лиге.

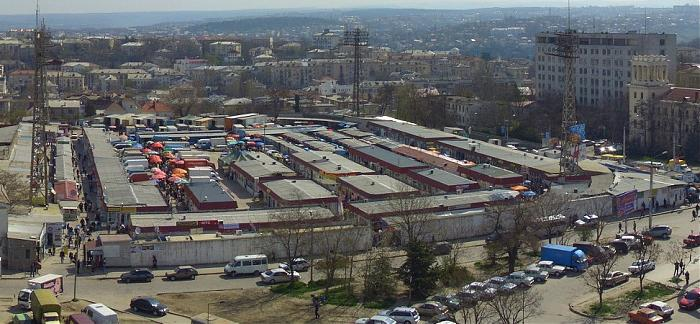
Рынок «Чайка» на месте бывшего одноимённого стадиона в Севастополе

Севастопольская команда «Чайка» после вылета из Первой лиги в 1992 году продолжила выступления во Второй лиге Украины. Футбол в Севастополе в 1990-е годы находился в кризисе. Главный городской клуб «Чайка» существовал в условиях дефицита финансовых ресурсов, а его одноимённый стадион, пришёл в запустение и со временем на его месте был выстроен рынок.
В 1996 году «Чайка» прекратила выступления выступления во Второй лиге из-за отказа «Крымнефтесервиса» продолжать спонсировать команду. Сразу после этого для выступления во Второй лиге Василий Борис начал готовить севастопольский «Черноморец», представлявший Черноморский флот Российской Федерации. Клуб получил финансирование из городского бюджета. На любительском уровне состав «Черноморца» был представлен военнослужащими ЧФ РФ — гражданами России. При этом регламент Второй лиги Украины допускал к участию в турнире лишь граждан Украины, поэтому россияне покинули «Черноморец», а у команды возник дефицит кадров. Решить проблему удалось за счёт привлечения игроков «Чайки». «Черноморец» отыграл во Второй лиге Украины три сезона, после чего городская власть прекратила финансирование команды.
В 1999 году было заключено соглашение о сотрудничестве между «Чайкой» и Военно-морских силами Украины, в результате чего клуб стал именоваться «Чайкой-ВМС». Условием сотрудничества стала помощь клуба в развитии футбола среди военнослужащих и обязательство представлять ВМСУ в соревнованиях Вооружённых сил Украины. Со своей стороны, военные обязывались призывать на срочную службу футболистов по рекомендации «Чайки» и определять их в спортроту, где были созданы условия для тренировок.

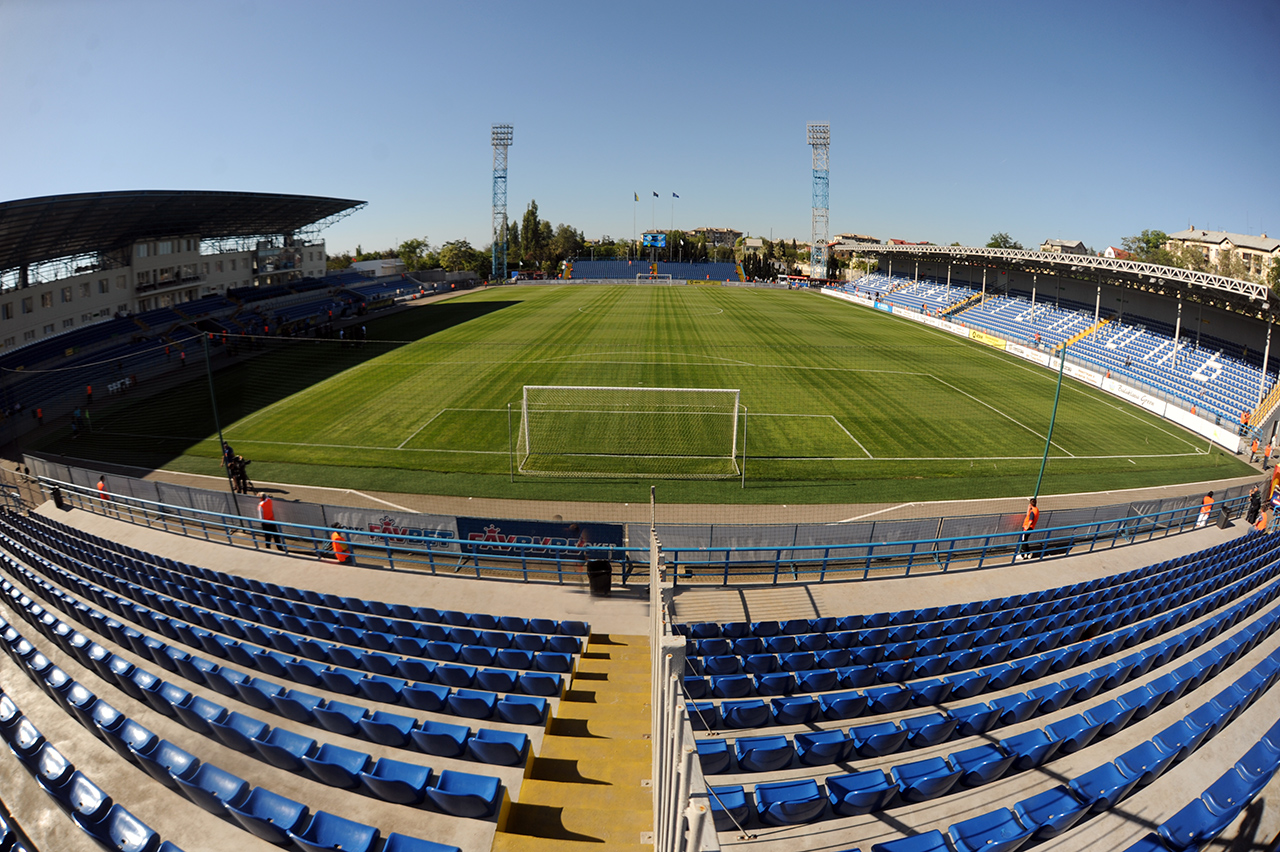
Стадион СКС после реконструкции

Сезон 2001/02 «Чайка-ВМС» провела во Второй лиге Украины, но по ходу турнира у неё вновь начались финансовые проблемы из-за конфликта вокруг рынка «Чайка», владельцами которого являлись спонсоры футбольной команды. Во второй половине сезона за команду выступали моряки срочной службы и воспитанники местной «Виктории», некоторые из которых не достигли совершеннолетия. В итоге клуб занял последнее место и был расформирован. Сразу после этого был организован ПФК «Севастополь», продолживший играть на профессиональном уровне. Спонсором команды стал «Крымнефтесервис», а президентом клуба — Александр Красильников. В сезоне 2006/07 команда становится победителем Второй лиги, а в сезоне 2009/10 — Первой лиги, что позволило «Севастополю» войти в историю как вторая команда полуострова, сумевшая сыграть в Премьер-лиге Украины. По итогам первого сезона на высшем уровне «Севастополь» занимает предпоследнее место и возвращается в Первую лигу. Весь сезон в УПЛ команда играла на симферопольском стадионе «Локомотив», поскольку стадион СКС не соответствовал требованиям Премьер-лиги. Ситуация со стадионом была исправлена благодаря главному спонсору и совладелцу клуба украино-российскому олигарху Вадиму Новинскому, который профинансировал реконструкцию стадиона под требования УПЛ.

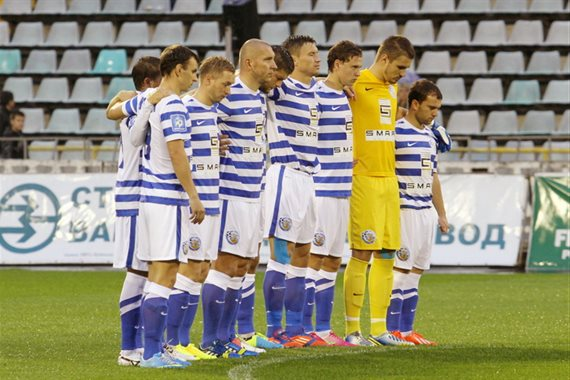
Игроки «Севастополя» в Премьер-лиге Украины, 2013 год

Для возвращения «Севастополя» в сильнейший дивизион украинского футбола из львовских «Карпат» на тренерский мостик был приглашён Олег Кононов. В сезоне 2012/13 команда не только решает задачу возвращения на элитный уровень, но и доходит до полуфинала Кубка Украины, где уступает его будущему триумфатору — донецкому «Шахтёру» (2:4).

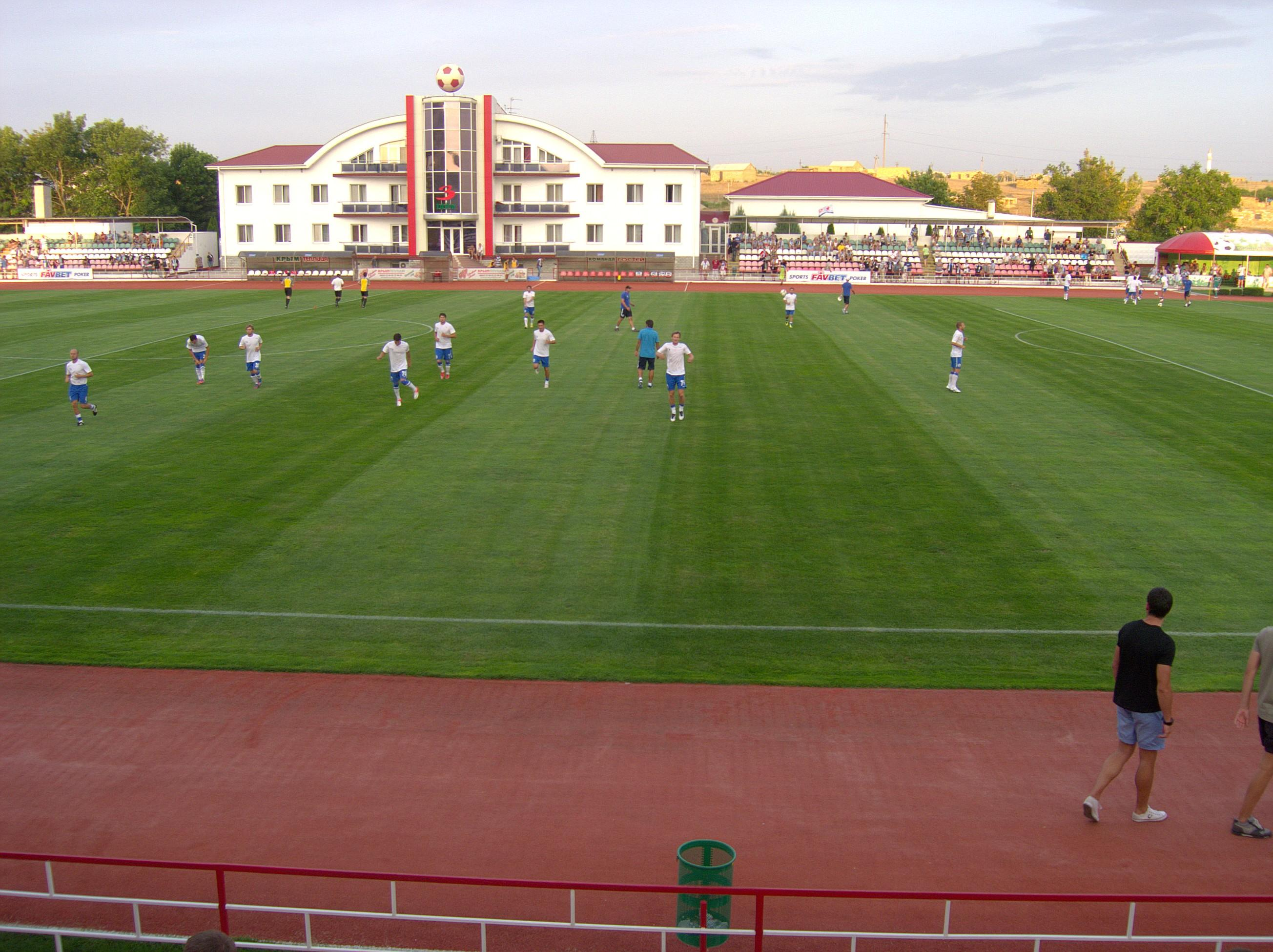
Стадион «Крымтеплицы» в Аграрном

Наиболее стабильным участником Первой лиги Украины из числа крымских команд являлась «Крымтеплица» (село Молодёжное Симферопольского района). Основателем клуба стал руководитель одноимённого агропредприятия Александр Васильев. Для команды была выстроена современная инфраструктура со стадионом «КТ Спорт Арена» на котором проводили тренировки сборные Украины различных возрастов. «Тепличники» провели на уровне Первой лиги восемь сезонов, дважды занимали четвёртое место в турнире, но в 2013 году предприятие не нашло средства на финансирование и профессиональный клуб прекратил своё существование. Игрок «Крымтеплицы» Роман Войнаровский в 2008 году в рамках одной из игр Первой лиги отличился одним из самых быстрых забитых голов в истории профессионального футбола, забив гол спустя 3,5 секунды после начала матча с командой «Феникс-Ильичевец», представлявшей село Калинино Красногвардейского района Крыма.
«Феникс-Ильичёвец» своё название получил благодаря спонсорской поддержке крымского филиала агокомпании «Ильич-Агро», входящей в состав группы компаний Мариупольского металлургического комбината имени Ильича. Команда провела на уровне Первой лиги Украины четыре сезона, играя на небольшом стадионе «Юность», но в 2008 году команда не доиграв сезон была расформирована и снялась с розыгрыша.

Эмблема клуба «Динамо-ИгроСервис»

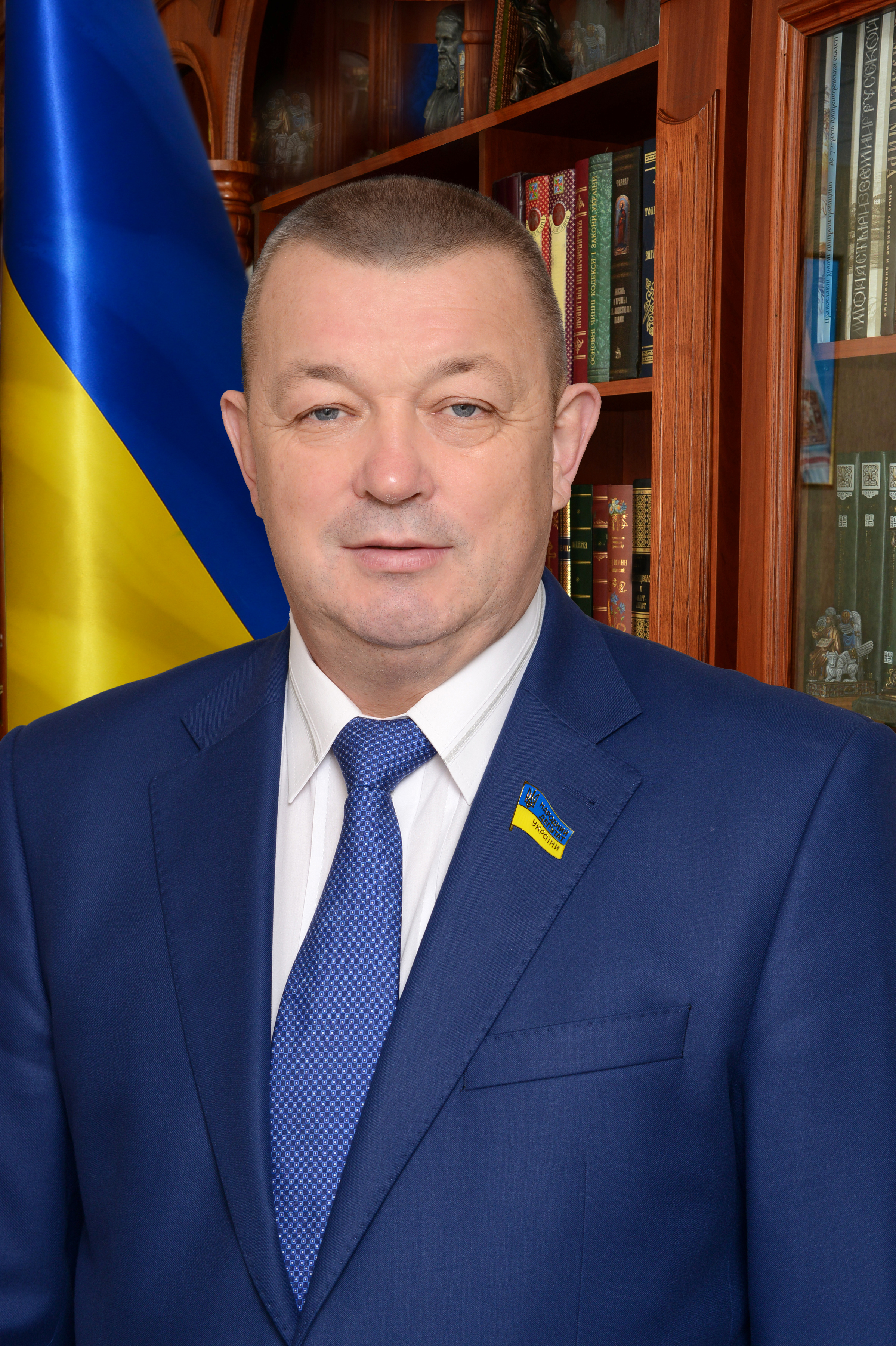
Почётный президент клуба «ИгроСервис» Николай Паламарчук дебютировал в профессиональном футболе в 49 лет

Ещё одной командой, выступавшей украинской Первой лиге был симферопольский «ИгроСервис», игравший на этом уровне в течение 5 сезонов. Клуб был создан 2000 году под названием «Динамо» на базе «Пищевика», существовавшего с 1936 года, и получил поддержку руководителей Крымского управления МВД. Благодаря сотрудничеству с футбольной командой руководители крымского МВД смогли дебютировать на профессиональном уровне: генерал-майор милиции Николай Паламарчук в 49 лет, а его коллега Николай Пыхтин — в 45 лет. С появлением спонсора, в виде компании «ИгроСервис» Владимира Яновского, работающего в сфере азартных игр и известного трудоустройством в своей компании бывших работников МВД, у клуба появилось новое название — «Динамо-ИгроСервис». Однако из-за иска от киевского «Динамо» симферопольскому клубу пришлось отказаться от своей эмблемы и сменить название, выступая в дальнейшем как «ИгроСервис». В связи с запретом игорного бизнеса на Украине компания в 2009 году прекратила финансирование клуба, после чего он был распущен.
С 1992 года во Второй лиге выступал армянский «Титан». Финансированием команды занималось главное предприятие города «Крымский титан». Проведя на этом уровне 19 сезонов, северокрымский клуб в 2010 году впервые вышел в Первую лигу, где играл в течение следующих четырёх лет. Выступлениями во Второй лиге Украины также отметились следующие клубы: «Динамо» (Саки), керченский «Океан», красноперекопский «Химик», феодосийское «Море», «Севастополь-2», ялтинские «Жемчужина» и «Ялос». В переходной лиге сезона 1993/94 принимал участие судакский «Сурож». Опыт игры с профессиональным клубами в Кубке Украины получили «Гвардеец» (Гвардейское), «Металлург» (Керчь), «Интурист» (Ялта) и «Чайка» (Охотниково).

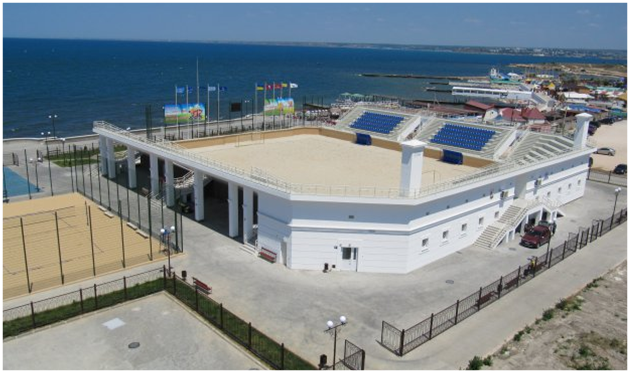
Стадион для пляжного футбола в Севастополе

С 1997 года в Крыму проводится розыгрыш чемпионата по пляжному футболу, позднее были начаты соревнования на Кубок полуострова. Лучшими командами Крыма в пляжном футболе являлись «Ронда» (Молодёжное), севастопольские «Танго» и «Детонатор». Розыгрыш первого чемпионата Украины по пляжному футболу состоялся в Севастополе в 2003 году, а на следующем турнире, прошедшем уже в Киеве, севастопольская команда ГВЭМ стала бронзовым призёром турнира. В парке Победы в Севастополе был сооружён первый в Крыму стадион для игры в пляжный футбол.
В 2007 году в Севастополе был учрежден клуб ПФС (Пляжный футбол Севастополь), ставший членом ассоциации пляжного футбола Украины. Тренером команды был приглашён Валерий Чалый. Вскоре для поддержания игровой формы на время осенне-зимнего периода, когда соревнования по пляжному футболу не проводятся, команда заявилась для участия в мини-футбольных турнирах. В Высшей лиге Украины ПФС провёл два сезона, а в 2011 году из-за отсутствия финансовых средств ПФС был расформирован.
Федерация Автономной Республики Крым по мини-футболу была создана в 2000 году. Её руководителем стал заместитель начальника Управления государственной пожарной охраны ГУ МВД Украины в Крыму Игорь Каретник. Участниками Первой лиги Украины по мини-футболу являлись симферопольское «Динамо-ЮРИН» и алуштинский «Алустон-98». В 1992 и 1993 годах в Высшей лиги Украины среди женских команд выступала симферопольский «Крым-Юни». Уроженка Крыма Наталья Сухорукова играла за женскую сборную Украины по футболу, а в 2011 году вошла в число трёх лучших украинских футболисток за 20-летний период. На уровне игр ветеранов команда КСХИ (Аграрное), во главе с капитаном — депутатом крымского парламента Александром Мельником, стала победителем Кубка европейских чемпионов по футболу, прошедшем во Франции в 2012 году.
Что касается главного крымского футбольного клуба «Таврия», то в 1990-е годы над ним был установлен контроль организованной преступной группировкой «Башмаки». В 1995 году между руководством «Таврии» и президентом клуба «Динамо» (Саки) Мамедом Исаевым возник конфликт по поводу передачи игроков в главную крымскую команду. Представители «Таврии» во главе с Рувимом Ароновым заставляли сакчан безвозмездно передавать футболистов. Для этой цели Исаев был похищен, а затем убит. В 2005 году президентом «Таврии» становится политик Сергей Куницын, близкий к Аронову, а новым финансовым спонсором команды — олигарх Дмитрий Фирташ, связанный с предприятием «Крымский титан». В 2012 году в правление клуба был введён действующий председатель Совета Министров Крыма Анатолий Могилёв, занявший должность почётного президента, а Куницын перешёл на позицию генерального директора. Вскоре после этого между Куницыным и Могилёвом возник конфликт, приведший к финансовым проблемам клуба.

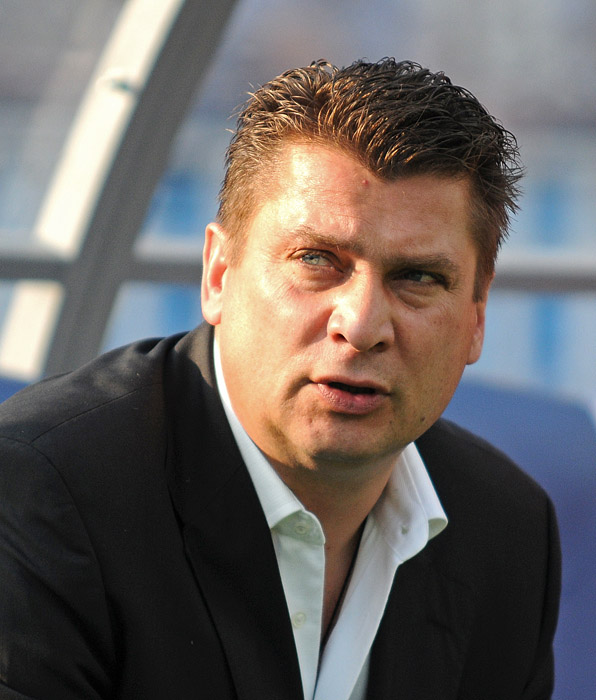
Тренер Сергей Пучков привёл «Таврию» к единственной победе в Кубке Украины

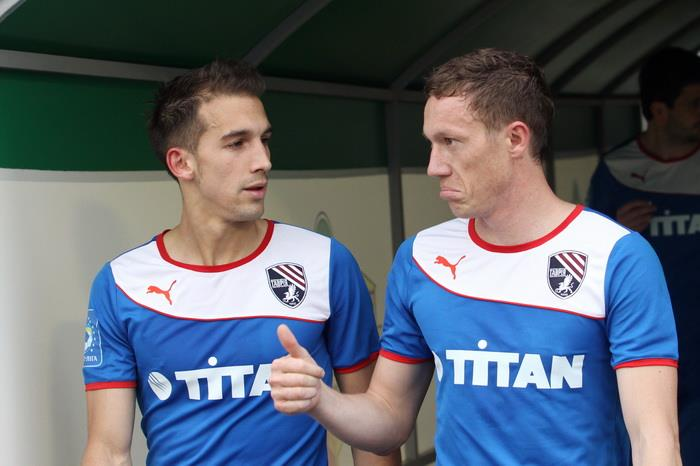
Игроки «Таврии» в 2014 году

Вплоть до 2014 года «Таврия» наряду с «Шахтёром» и «Динамо» была неизменным участником высшего дивизиона украинского футбола. В 2001 и 2008 году крымчане играли в Кубке Интертото, оба раза вылетая из турнира после поражений от французских команд: сначала ПСЖ, а затем от «Ренна». Вторым по значимости достижением в период выступлений в украинских соревнованиях стала победа в Кубке Украины сезона 2009/10. Подопечные Сергея Пучкова в финале сумели обыграть донецкий «Металлург» в дополнительное время (3:2). Выигрыш кубка позволил «Таврии» сыграть в квалификации Лиги Европы. Попав на немецкий «Байер» симферопольцы уступили в двух матчах с общим счётом (1:6).
К сезону 2013/14 на профессиональном уровне выступали «Таврия» и «Севастополь» (УПЛ), а также «Титан» (в Первой лиге). «Таврию» по ходу сезона из-за невыполнения клубом финансовых обязательств покинули ряд лидеров. По итогам турнира, на середину которого пришлись события, связанные с аннексией Крыма, команда заняла предпоследнее место. «Севастополь» остановился на 9 месте, что является лучшим результатом команды в истории. Из-за проблем с безопасностью на последний матч сезона в Севастополь отказалась приезжать ужгородская «Говерла», а донецкий «Олимпик» не желая подвергать риску футболистов и тренеров не приехал на заключительную игру сезона в Армянск. Команды, все же рискнувшие выехать на полуостров после установления российского контроля над Крымом столкнулись с рядом сложностей. Им приходилось дважды преодолевать блокпосты, где футболисты и персонал были вынуждены ожидать в длинных очередях пропуска. К тому же тернопольская «Нива» столкнулась с тем, что на матч с «Титаном» она не смогла выставить полноценный состав, поскольку некоторых игроков российские власти не пустили в Крым.

### После аннексии Россией

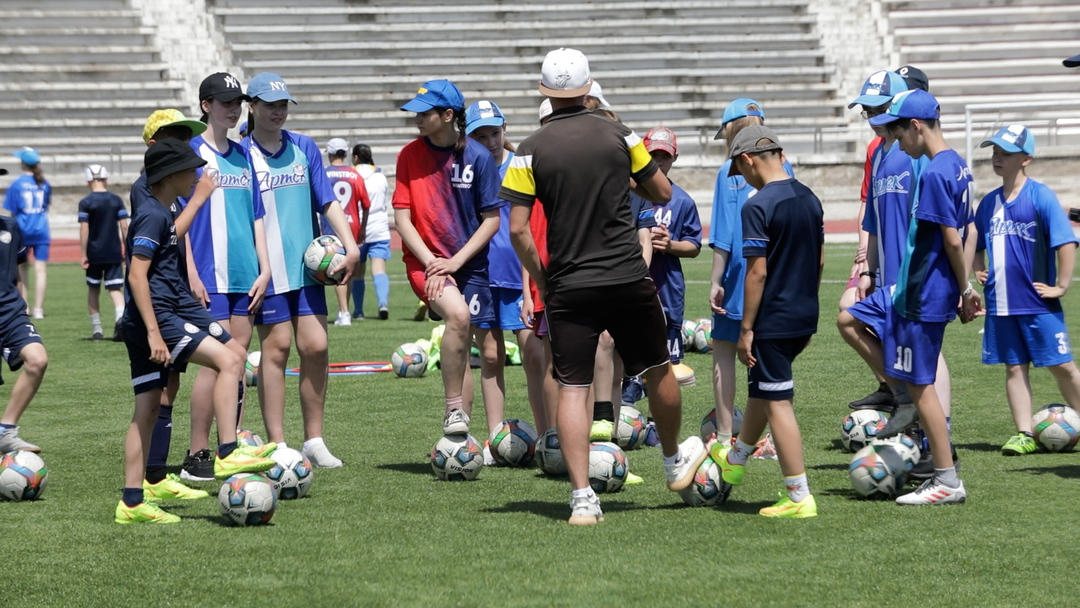
Футбольная тренировка в «Артеке»

После аннексии полуострова Российской Федерацией встал вопрос об интеграции крымского футбола в систему российского спорта. Уже 18 марта 2014 года президент Республиканской федерации футбола Крыма Николай Гостев выступил за присоединение возглавляемой им организации к Российскому футбольному союзу. На внеочередной конференции РФФК 1 августа 2014 года было принято решение о прекращении членства организации в Федерации футбола Украины. В результате Министерство спорта Республики Крым рекомендовало РФС принять в свои члены РФФК.
Летом 2014 года стало известно, что выступить в соревнованиях под эгидой РФС выразили желание шесть клубов: ФК «Ахтиар» (Севастополь), СКЧФ (Севастополь), СКИФ (Симферополь), «ТСК-Таврия» (Симферополь), «Жемчужина» (Ялта) и «Океан» (Керчь). Клубы были зарегистрированы как новые юридические лица в российском правовом поле, получив при этом регистрацию в Краснодаре и Ростове-на-Дону. Такая регистрация была сделана потому, что для выступления украинских команд «Таврия» и «Севастополь» в соревнованиях под эгидой РФС нужно было согласие Федерации футбола Украины, которое ФФУ категорически отказалась давать. В итоге РФС и ПФЛ утвердили футбольные клубы СКЧФ, «ТСК-Таврию» и «Жемчужину» среди участников второго дивизиона ПФЛ в зоне «Юг», а также Кубке России сезона 2014/15 годов.
Игроками новых крымских команд стали приехавшие российские футболисты, поскольку местные игроки имели «спортивные украинские паспорта», а во втором дивизионе могли выступать лишь граждане России. При этом ФФУ отказалось передавать трансферные сертификаты украинских спортсменов, позволяющие им официально сменить клуб. Единственным крымским футболистом в составе трёх команд стал севастополец Александр Данишевский из СКЧФ, игравший в своё время за московский «Спартак» и имевший российское гражданство. Футболисты из Крыма в такой ситуации были вынуждены либо завершать профессиональную карьеру, либо продолжить выступления на любительском уровне в крымском первенстве, совмещая игру в футбол с другой работой.

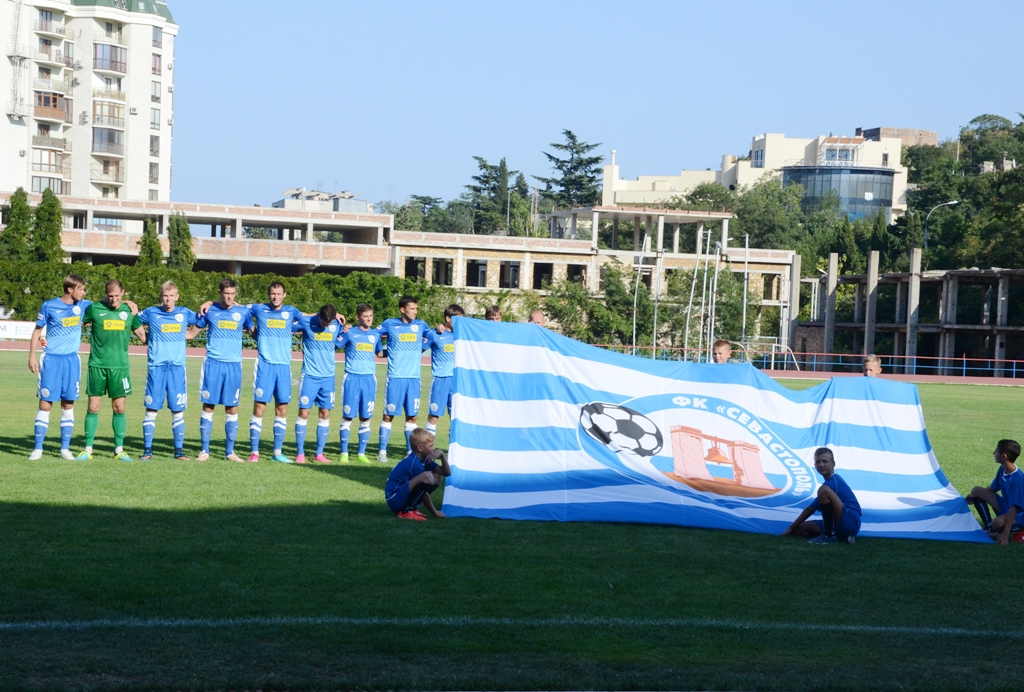
Севастопольские футболисты в 2015 году

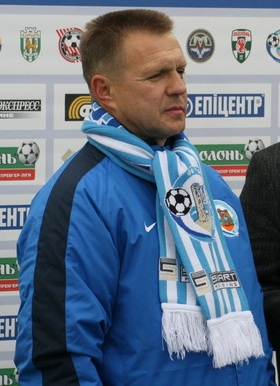
Президент клуба «Севастополь» Александр Красильников

В российском футболе команды дебютировали 12 августа 2014 года в рамках 1/256 финала Кубка России. СКЧФ благодаря голу Андрея Кобенко оказался сильнее ТСК (1:0), а «Жемчужина» уступила «Сочи» (0:3). СКЧФ в дальнейшем удалось дойти до 1/32 финала, где севастопольцы проиграли астраханскому «Волгарю» (0:2). Начав выступления во втором дивизионе России крымские клубы столкнулись с финансовыми проблемами. Руководство СКЧФ в лице Александра Красильникова объявило, что после потери спонсора в лице Новинского, финансировавшего «Севастополь» в УПЛ, на содержание СКЧФ нет денег и клуб может сняться с чемпионата. Не доиграв первый круг о снятии с турнира объявила ялтинская «Жемчужина». Причиной стало исчерпание финансовых средств генерального директора клуба Вячеслава Бабея. При этом «Жемчужина» была оштрафован на 500 тысяч рублей за неявку на игру с «Биологом-Новокубанск», куда ялтинцы не смогли добраться из-за запрета на движение автобусов через Керченскую паромную переправу. Лучший результат к концу первого круга во втором дивизионе имел ТСК, расположившийся на пятом месте, а СКЧФ и «Жемчужина» заняли места в конце турнирной таблицы.
Участие крымских клубов в российской футбольной пирамиде вызвало протест Федерации футбола Украины. УЕФА в ответ на это 22 августа 2014 года приняло решение о непризнании любых матчей крымских клубов, сыгранных под эгидой РФС. А постановлением от 4 декабря 2014 года исполнительный комитет УЕФА запретил клубам из Крыма выступать в турнирах РФС, а самой организации было запрещено заниматься организацией футбола на территории полуострова. Исполком РФС и ПФЛ на основании решения вышестоящей европейской футбольной организации исключили крымские команды из числа своих членов и прекратили их участие во втором дивизионе России с аннулированием всех результатов.

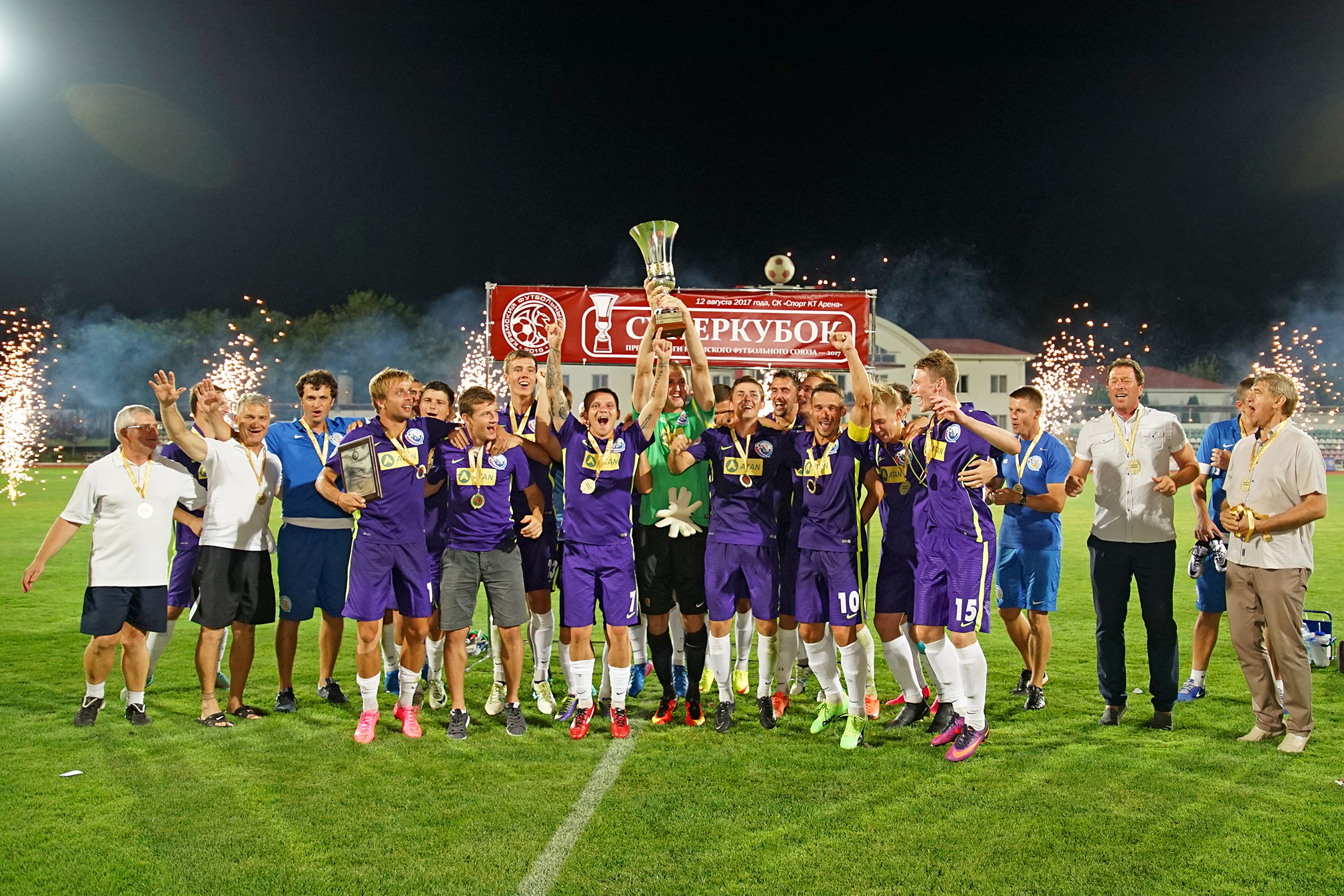
«Севастополь» — обладатель Суперкубка КФС, 2017 год

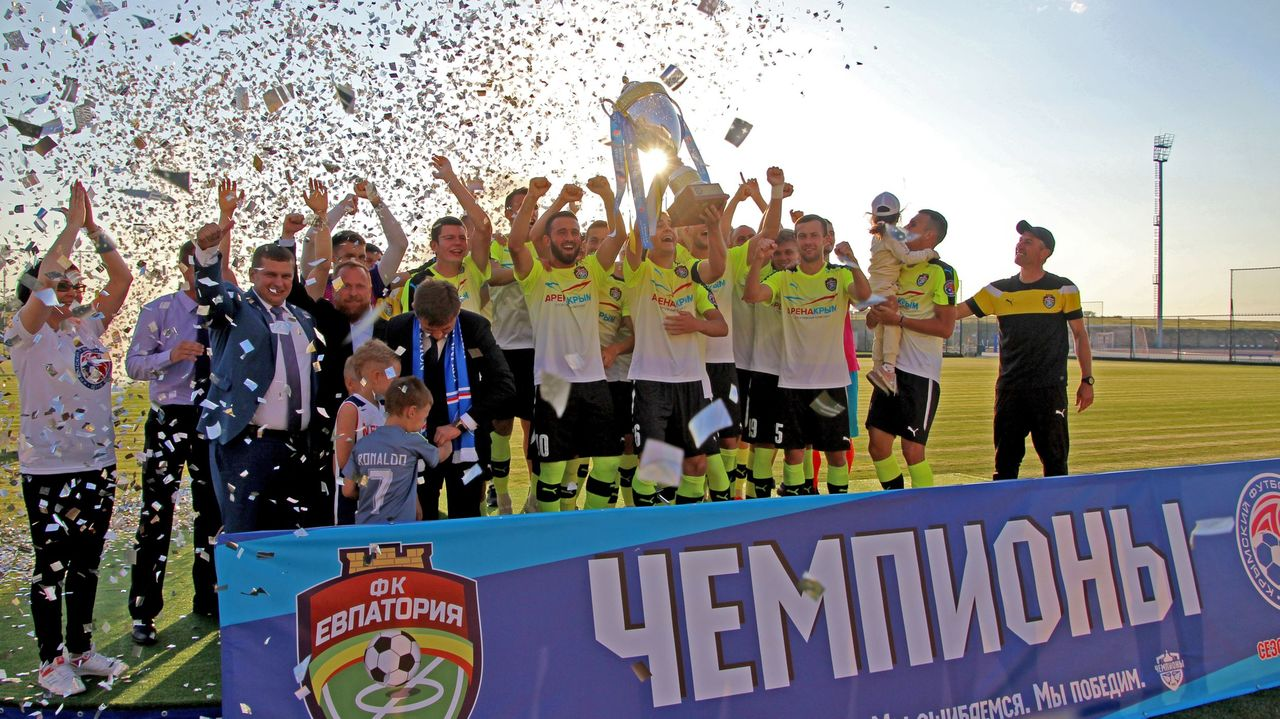
Футболисты «Евпатории» празднуют победу в Премьер-лиге КФС сезона 2017/18

Для продолжения развития футбола в Крыму УЕФА создало на полуострове «специальную зону», находящеюся в координации с УЕФА. С целью развития профессионального футбола на полуострове УЕФА предложило проводить крымский чемпионат среди профессиональных клубов. Для организации турнира 7 июля 2015 года был создан Крымский футбольный союз (КФС), учредителями которого выступили Республиканская федерация футбола Крыма и Федерация футбола Севастополя. Отдельный статус Крыма в рамках УЕФА заключался даже в том, что по его условиям перед матчами крымского чемпионата гимн России исполняться не будет.
Новый чемпионат должен был стартовать в августе 2015 года. Для определения его участников был проведён Всекрымский турнир, призванный заполнить полугодичную паузу в крымском футболе, а также стать подготовительным этапом перед стартом Премьер-лиги Крымского футбольного союза сезона 2015/16. До участия в турнире были допущены 20 команд, разделённых на две группы, и сумевших заплатить взнос в размере 25 тысяч рублей. Всекрымский турнир завершился 28 июня 2015 года финальным матчем между победителем двух групп СКЧФ и «Гвардеецем» (6:2). По итогам турнира было отобрано 8 команд из разных городов полуострова для участия в Премьер-лиге. Для остальных любительских команд был создан Открытый чемпионат Крыма, ставшим фактически вторым дивизионом на полуострове. Команды СКЧФ и ТСК имели относительно независимое финансирование, в то время, как остальные 6 команд поддерживались Министерством спорта России. Глава Крыма Сергей Аксёнов анонсировал при этом, что инвесторы вложат в содержание крымских клубов 150 миллионов рублей.
Первым победителем Премьер-лиги КФС стала «ТСК-Таврия», выигравшая данный трофей два раза в истории. Наибольшее количество побед (четыре) имеет «Севастополь» (ранее СКЧФ). Дважды в Премьер-лиге побеждал футбольный клуб «Евпатория».

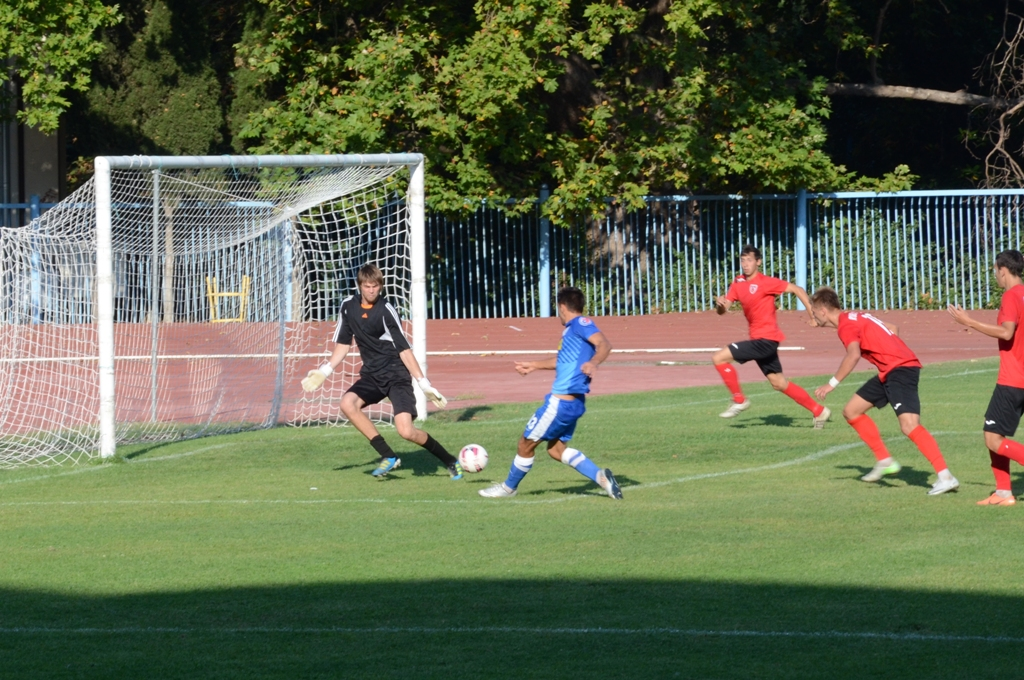
Матч между ялтинским «Рубином» и «Севастополем»

С установлением российского контроля над полуостровом, футбол в Крыму перешёл в дотационный режим. Его финансирование обеспечивалось за счёт российских бюджетных средств. Зарплаты футболистов в Крыму составляли в среднем около 20-50 тысяч рублей в месяц, плюс премиальные за победу, которые могли доходить до 30 тысяч рублей. В команду «Кафа» из Феодосии главный тренер Анатолий Скворцов исходя из сложной финансовой обстановки клуба набирал «исключительно неженатых ребят, которые согласны были терпеть, а не устраивать революции через интернет после первой задержки зарплаты». Несмотря на экономию, клуб в итоге прекратил выступления в Феодосии, а позднее переехал в Алушту.
Выступая за российские клубы футболисты из Крыма, даже несмотря на наличие российского гражданства, имели статус «легионеров» и были заявлены как граждане Украины. Эта ситуация касалась всех футболистов родившихся до 2003 года и заигранных на украинских соревнованиях, включая детские. Кроме того, в Крыму не действуют трансферные сертификаты на футболистов из-за чего они могут абсолютно бесплатно и без компенсаций крымским клубам уходить в команды из РПЛ и ФНЛ. По состоянию на 2023 год из 212 футболистов Премьер-лиги КФС 98 имели футбольное гражданство Украины.

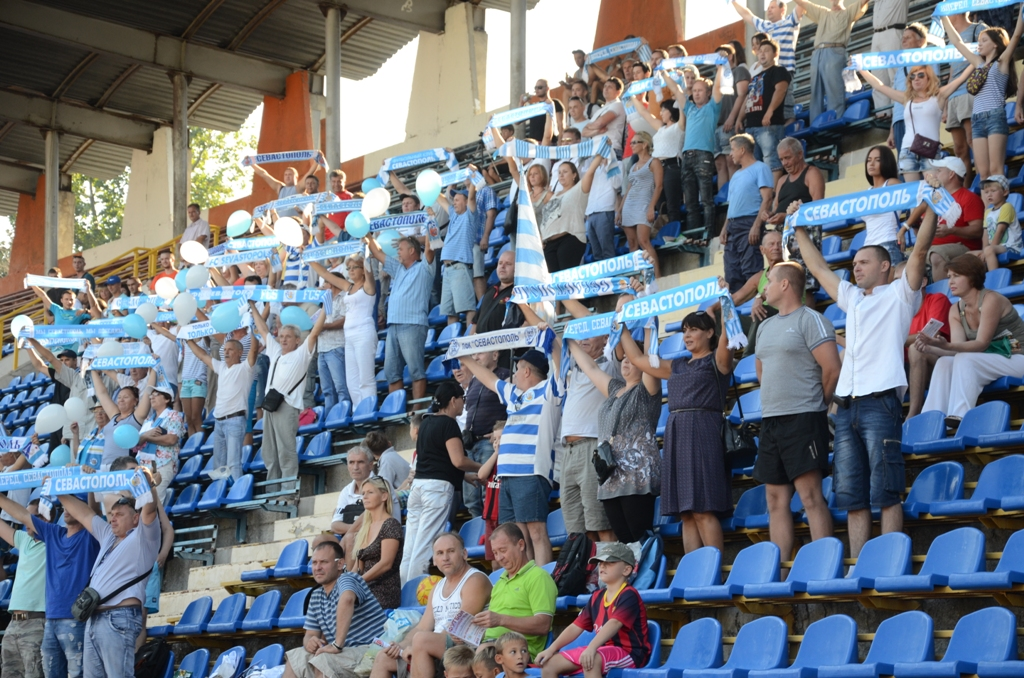
Болельщики «Севастополя», 2015 год

Низкий уровень крымского чемпионата и отсутствие матчей с командами не из Крыма привёл к тому, что посещаемость матчей заметно упала и составляла около 120 зрителей в среднем. Такая ситуация очень контрастировала со временем, когда крымские команды играли в украинских соревнованиях, а домашние матчи того же «Севастополя» собирали полный стадион. Общая посещаемость в Премьер-лиге КФС в первой половине сезона 2018/19 составила 28 190 зрителей. Согласно опросу, проведённому проектом «Крымский мониторинг» в 2016 году о существовании Премьер-лиги КФС знали лишь 20 % жителей Симферополя.

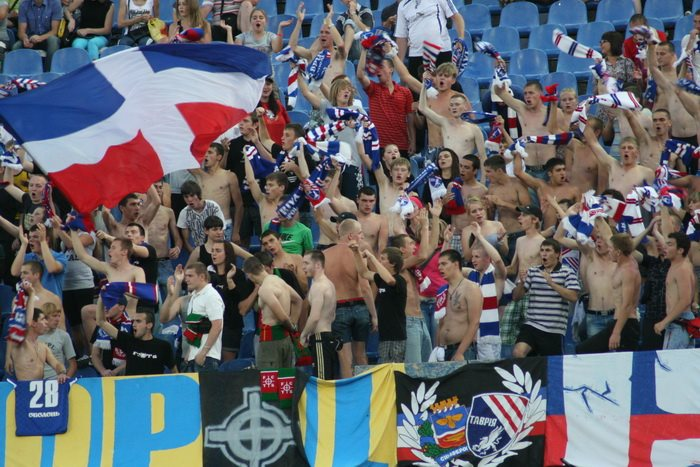
Ультрас «Таврии» в 2011 году

Посещаемость крымских стадионов усугубила ситуация в движении ультрас, сложившаяся с установлением российского контроля над полуостровом. Ультрас «Севастополя» и «Таврии» в околофутбольном движении Украины были известны как «Парни Тавриды». Самыми активными ультрас «Таврии» являлись участники 5 и 9 секторов. Их общая численность доходила до 500 человек. Более сотни ультрас симферопольской команды принимали участие в Евромайдане и не поддерживали российскую аннексию полуострова, после которой многие из них вынуждены были покинуть Крым. Болельщики «Севастополя» были известны за исполнение перед матчем гимна города «Легендарный Севастополь». В их среде также случился раскол, после того как часть ультрас выступила в поддержку протестующих на Евромайдане и участвовала в противостоянии с пророссийскими активистами на различных акциях. Как минимум пятеро из севастопольских ультрас получили судебные сроки за терроризм.
Первый международный матч после аннексии Крыма на территории полуострова состоялся в феврале 2017 года. Тогда на открытый зимний Кубок КФС была приглашена камерунская команда из второго дивизиона «Яунде-2». Гости из Африки добиралась до Крыма 25 часов с пересадками из-за чего опоздали на старт турнира. В итоге первый матч камерунцы сыграли против «ТСК-Таврии», которой уступили со счётом (1:3). Победителем турнира стал саратовский «Сокол», обыгравший в финале «ТСК-Таврию» (4:2). Участие российских клубов в турнире вызвал протест со стороны УЕФА, а исполняющий обязанности президента РФС Сергей Прядкин пояснил, что участие российских клубов на турнире в Крыму не было согласовано с РФС. Кроме того ноту протеста из-за участия камерунской команды направил представителю Камеруна посол Украины. После этого российские клубы перестали приезжать в Крым во избежания проблем. Спустя месяц после проведения кубка сотрудники ФСБ выявили 15 граждан Камеруна и одного гражданина Бельгии, которые с просроченными визами проживали в посёлке Орджоникидзе и не покинули Крым в установленный срок.

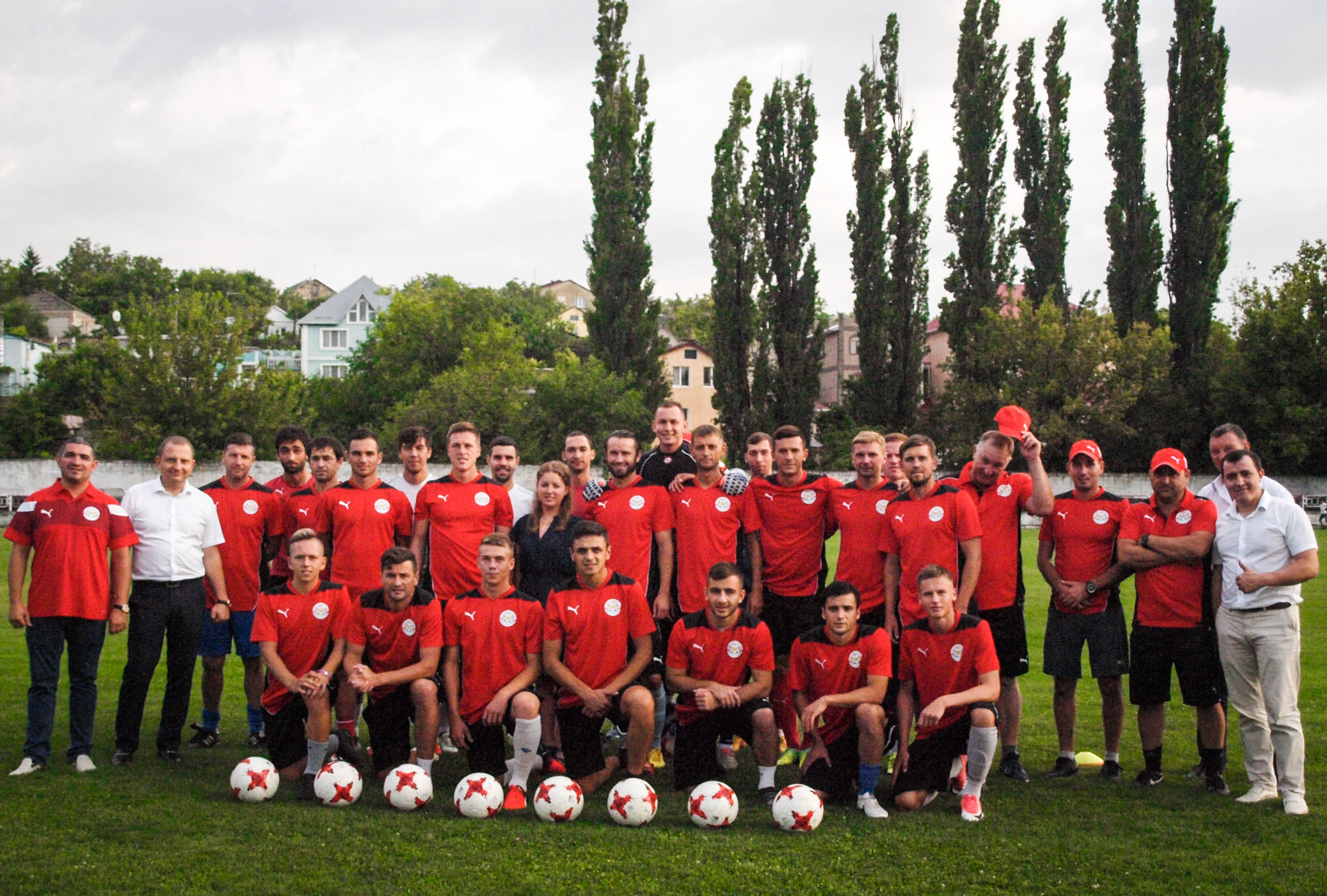
Футбольная команда «Кызылташ»

Позиционирующий себя как крымскотатарский футбольный клуб «Кызылташ» из Бахчисарая в 2019 году объявил о намерении сыграть две товарищеские игры в Турции с любительским «Кучукчекмедже» и профессиональным «Истанбулспором». Игра с последним была отменена после давления со стороны Меджлиса крымскотатарского народа и властей Украины, а матч с «Кучукчекмедже» завершился для крымчан победой (3:1).

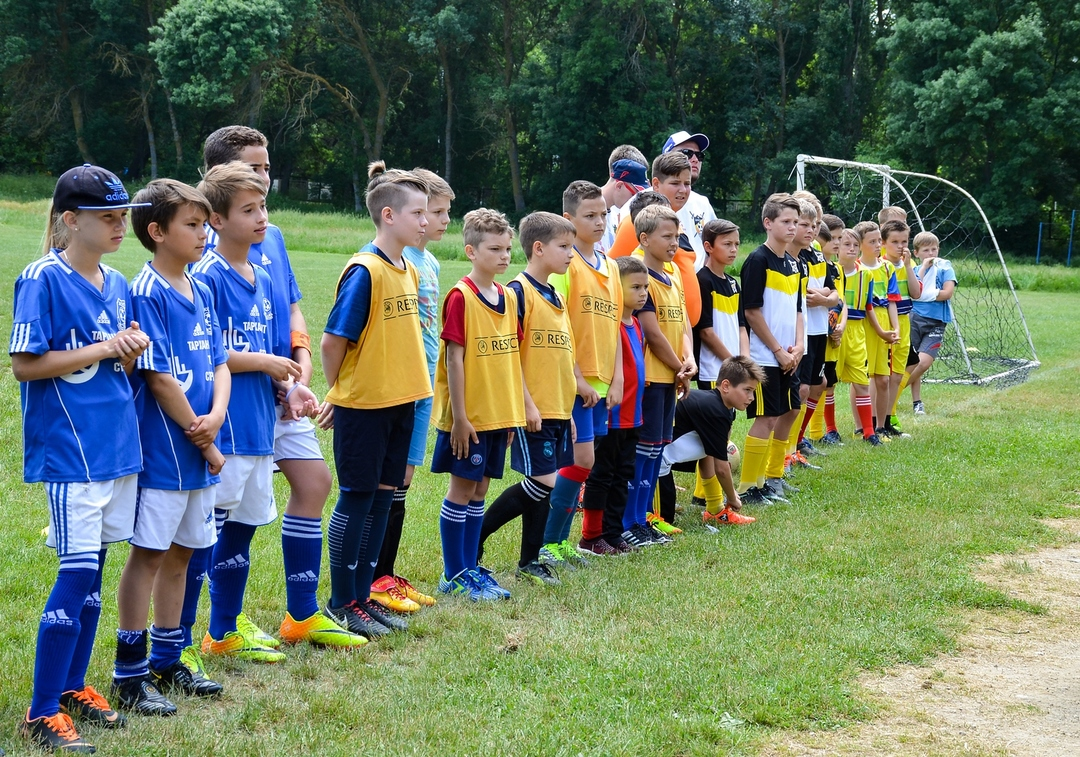
Дети на футбольном турнире в Черноморском

По состоянию на 2018 год в Крыму официально занимались футболом 22 тысячи жителей, 15 тысяч из которых это дети и студенты. Сборная Крымского федерального университета дважды становилась победителем Национальной студенческой футбольной лиги. Уроженка Севастополя Марина Фёдорова в составе сборной России была участником женского чемпионата Европы по футболу 2017 года и признавалась лучшей пляжной футболисткой мира 2018 года. Её родной брат Остап Фёдоров также был заигран за российскую сборную в составе которой стал чемпионом мира по пляжному футболу в 2021 году. В рамках фестиваля экстремальных видов спорта «Extreme Крым» с 2016 года проходят в соревнования по пляжному футболу. Кроме того, разыгрывается футбольный чемпионат Крыма среди женщин. Женская сборная Крыма 2001 года рождения проводила игры с мужской сборной Крыма такого же возраста. В 2020 году Академия футбола Крыма из Евпатории открыла набор первой группы девочек.
Специальным представителем УЕФА по Крыму был утверждён бывший президент Словацкого футбольного союза Франтишек Лауринец, а генеральный секретарь УЕФА Джанни Инфантино анонсировал выделение средств на развитие детского футбола и футбольной инфраструктуры Крыма. В итоге в 2017 году УЕФА выделил миллион евро на развитие футбола Крыма, а аналогичную сумму на инфраструктуру Херсонской области, где должна была выступать возрождённая «Таврия», руководство которой планировало вернуться в соревнования под эгидой ФФУ. Тем не менее КФС деньги так и не смог получить, поскольку на полуострове из-за санкций не работают международные платёжные системы.

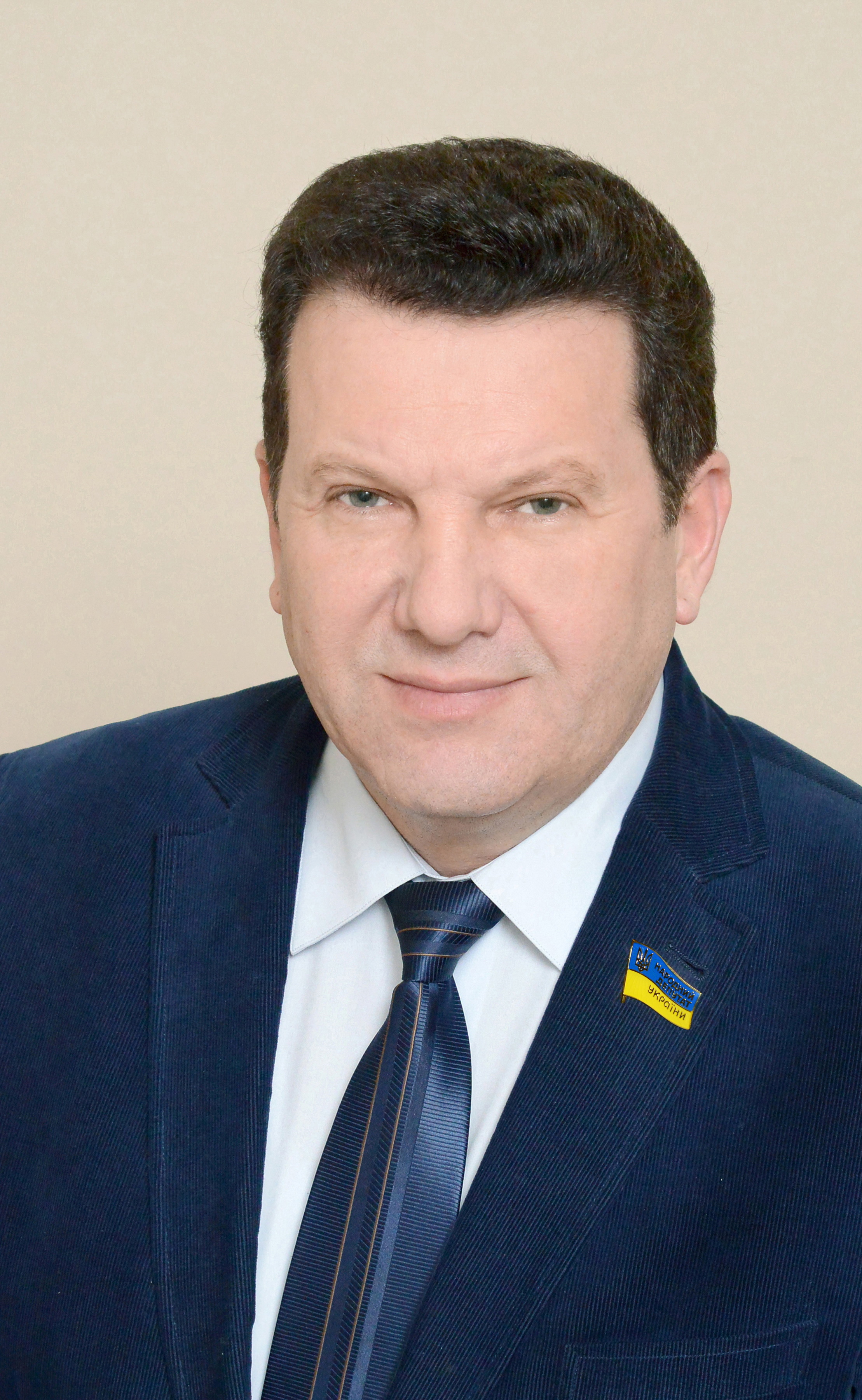
Сергей Куницын восстановил «Таврию» в Херсонской области

Работу по возрождению футбольного клуба «Таврия» территории Херсонской области Федерация футбола Украины в 2015 году поручила Сергею Куницыну. Для этой цели в августе 2016 года была создана Федерация футбола Крыма со штаб-квартирой в Херсоне, ставшая членом ФФУ. Президентом ФФК был избран Куницын. Тогда же был возрождён и клуб «Таврия». Местом базирования команды стал город Берислав, а в 2020 году «Таврия» перебралась в село Марьяновка. Таким образом сложилась ситуация, когда существовали две «Таврии». Одна в Крыму, а другая — в Херсонской области.
Главной проблемой, с которой столкнулись руководители возрождаемой «Таврии» оказалось отсутствие финансирования. Первоначально поддерживать «Таврию» взялись народные депутаты Украины от Блока Петра Порошенко Игорь Кононенко и Сергей Березенко, а в 2019 году был найден новый спонсор в лице депутата Игоря Палицы. Переезд в Марьяновку состоялся после объединения симферопольской «Таврии» с клубом «Таврия» (Новотроицкое). Президентом клуба в связи с этим стал бывший спонсор команды из Новотроицкого Эдуард Репилевский, депутат Херсонского областного совета от ОПЗЖ.
Главным тренером возрождённой «Таврии» был назначен Сергей Шевченко, ранее стоявший у руля «ТСК-Таврии», игравшей на подконтрольном российским властям территории Крыма. Против его назначения выступили ультрас «Таврии», проживающие на материковой Украине, заявившие в своём обращении, что их «возмущает появившаяся информация о том, что команду может возглавить Сергей Шевченко — тренер, имеющий гражданство страны, оккупировавшей Крым и города на Востоке Украины, страны, которая каждый день убивает наших сограждан». Шевченко продолжил работу в команде, с которой вернулся на профессиональный уровень, выведя «Таврию» во Вторую лигу Украины. На этом уровне крымчане выступали на протяжении пяти сезонов — вплоть до начала российского вторжения, после которого клуб был расформирован, а президент клуба Репилевский — пожизненно отстранён от футбола решением Украинской ассоциацией футбола за сотрудничество с оккупационным властями России.

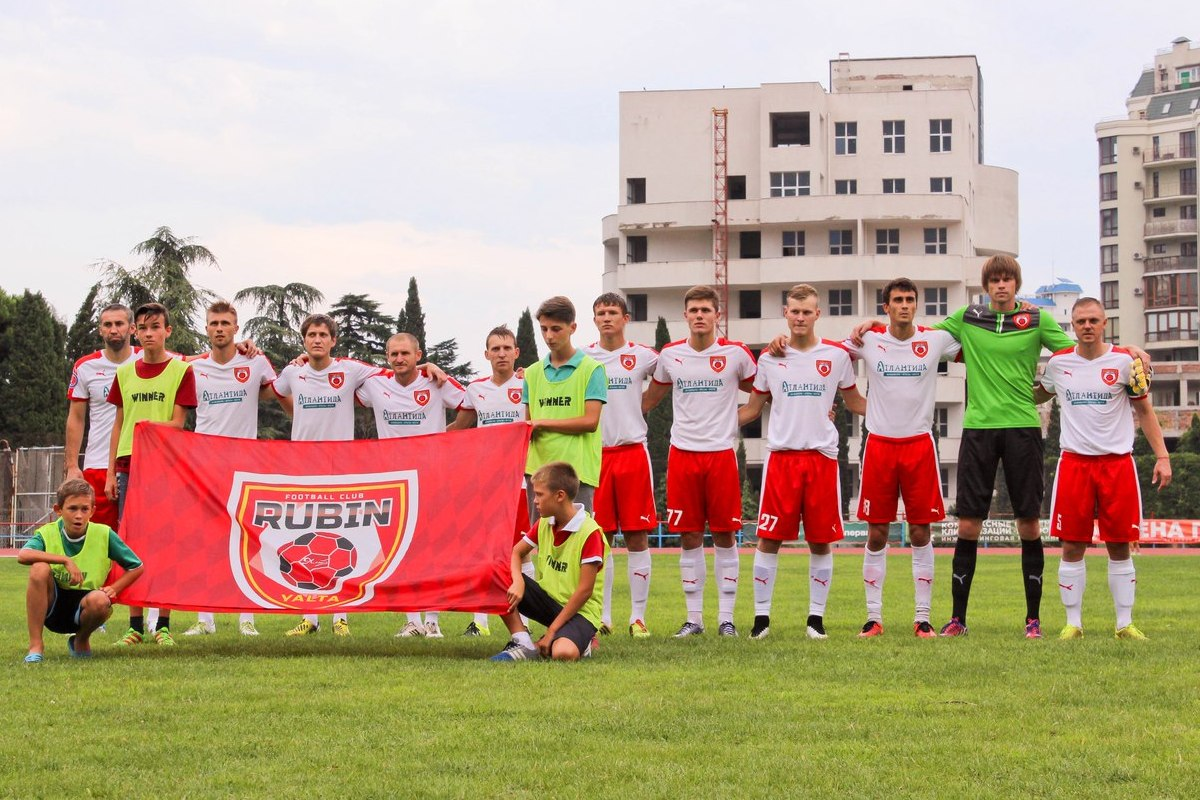
Ялтинский «Рубин», 2016 год

Накануне старта сезона 2023/24 ФНЛ предложила четырём крымским командам («Севастополю», «Таврии», ялтинскому «Рубину» и керченскому «Океану») стать участниками любительского дивизиона «Б» Второй лиги России, но в итоге на турнир заявились лишь «Севастополь» с «Рубином». При этом несмотря на участие во второй лиге, в Кубке России крымские команды представлены не будут. В ответ на интеграцию команд с полуострова в российский футбол Украинская ассоциация футбола потребовала от УЕФА и ФИФА принять меру в виде исключения РФС. Первый матч в лиге «Рубин» на выезде свёл к ничье с «Биологом-Новокубанск» (1:1), а «Севастополь» дома одолел ростовский СКА (3:1). Игра на домашней арене вызвала ажиотаж в городе-герое в результате чего впервые за долгое время матч местной команды собрал полный стадион СКС. Возвращавшаяся из Севастополя команда СКА едва не погибла во время взрыва на Крымском мосту. Автобус с футболистами находился в 200 метрах от эпицентра взрыва.

## Организации

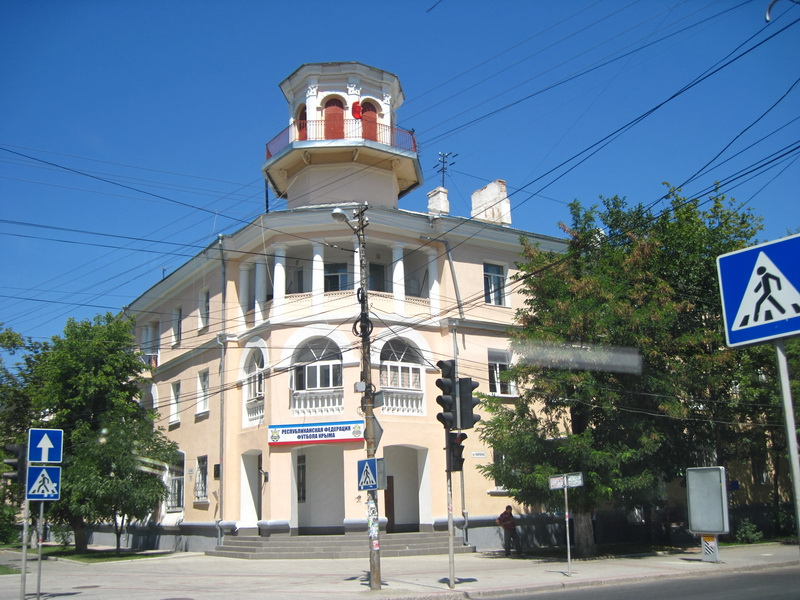
Штаб-квартира РФФК до 2013 года

Организацией футбола на территории полуострова занимается Республиканская федерация футбола Крыма. РФФК ведёт дату своего основания с 1939 года. До 2014 года РФФК являлась членом Федерации футбола Украины. Для организации профессионального футбола на территории полуострова в 2015 году был создан Крымский футбольный союз, учредителями которого выступили РФФК и Федерация футбола Севастополя. Руководителем РФФК и КФС является Сергей Бородкин, депутат крымского парламента от «Единой России». Федерацию футбола Севастополя с 1995 года возглавляет Александр Красильников.
С 2015 году на территории Херсонской области действует Ассоциация футбола АР Крым и Севастополя, являющаяся членом Украинской ассоциации футбола. Возглавляет организацию Сергей Куницын.
РФФК в своей структуре объединяет 13 районных и 10 городских футбольных федераций. Коллективным членом РФФК также является Федерация футзала Республики Крым. До 2014 года в Крыму действовали две организации, занимающиеся игрой в мини-футбол — Крымская республиканская федерация футзала и Федерация мини-футбола Автономной Республики Крым.
Неоднократно озвучивалась идея создания Федерации футбола крымских татар, однако по ряду причин до создания так и не дошло.

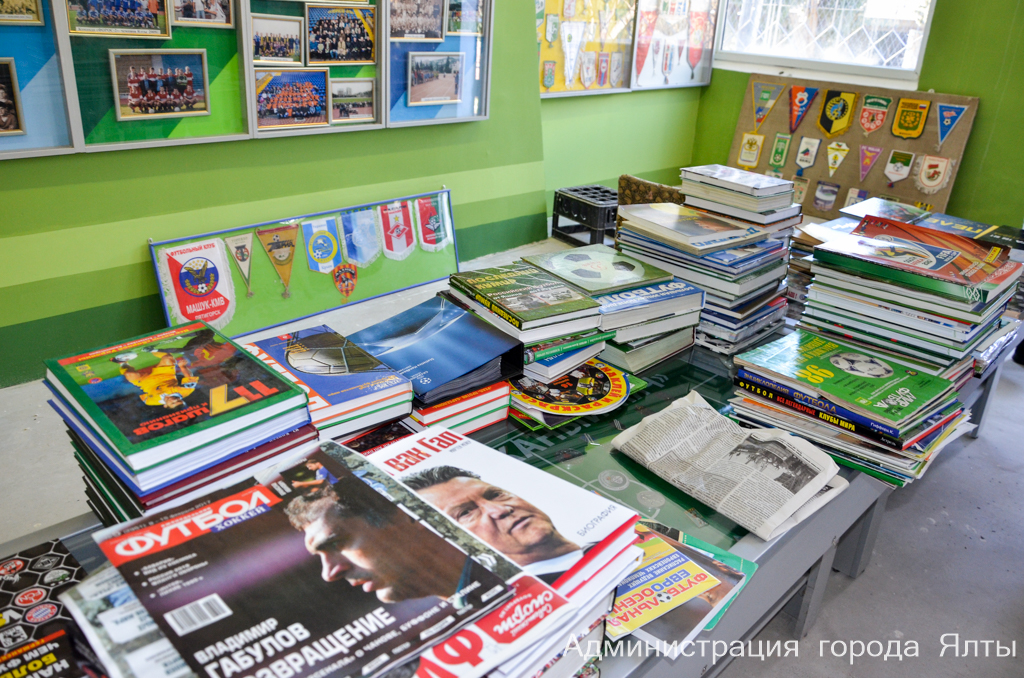
Экспонаты музея футбола в Ялте

Единственный музей футбола на территории Крыма функционирует в Ялте. Музей «Его величество футбол» был открыт в 2009 году в здании гостиницы «Авангард». Основателем музея стал бывший игрок местного «Черноморца» Михаил Кравец. Уже в следующем году управление культуры ялтинского горсовета присвоило музею соответствующий статус. В 2017 году музей с 5 тысячами экспонатов был открыт на стадионе «Авангард».

## Турниры

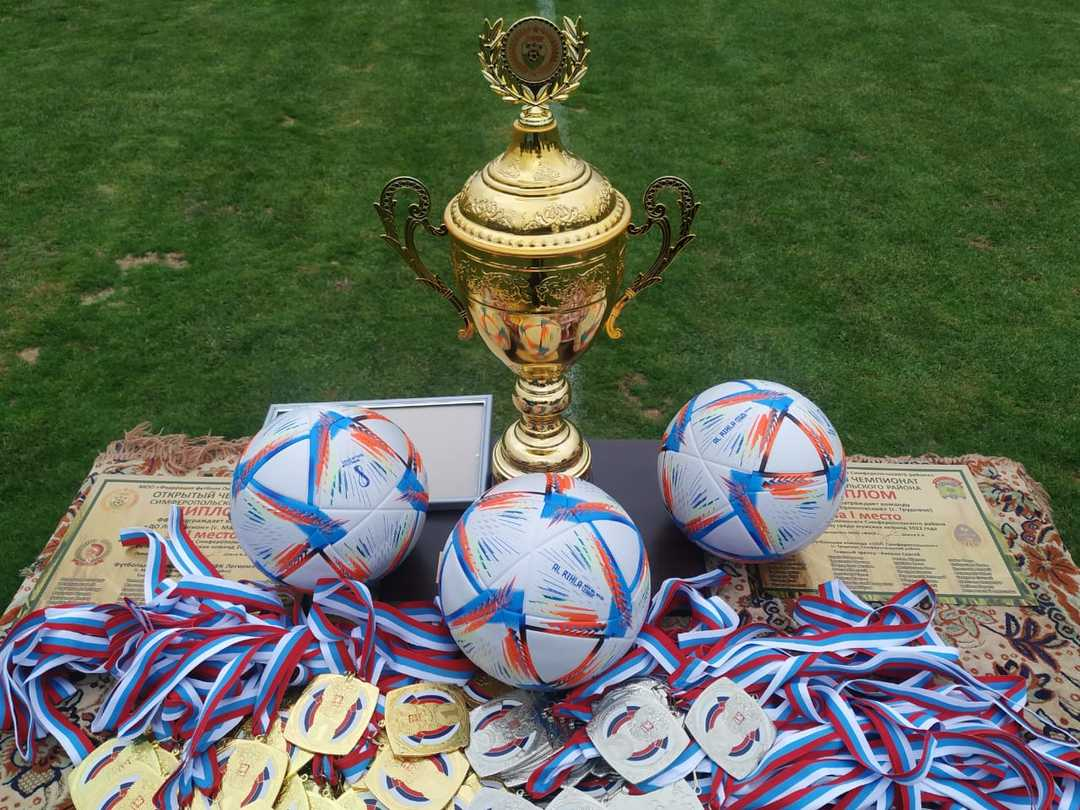
Трофей, вручаемый за победу в чемпионате Симферопольского района

До 2014 года в Крыму разыгрывались любительские чемпионат (с 1937) и Кубок Крым (с 1940 года). После аннексии Крыма Россией и создания Крымского футбольного союза была организована профессиональная Премьер-лиги Крымского футбольного союза, а для любительских команд был учреждён Открытый чемпионат Крыма, ставший вторым по силе дивизионом на полуострове. Помимо Премьер-лиги КФС проводит турниры Кубка и Суперкубка.

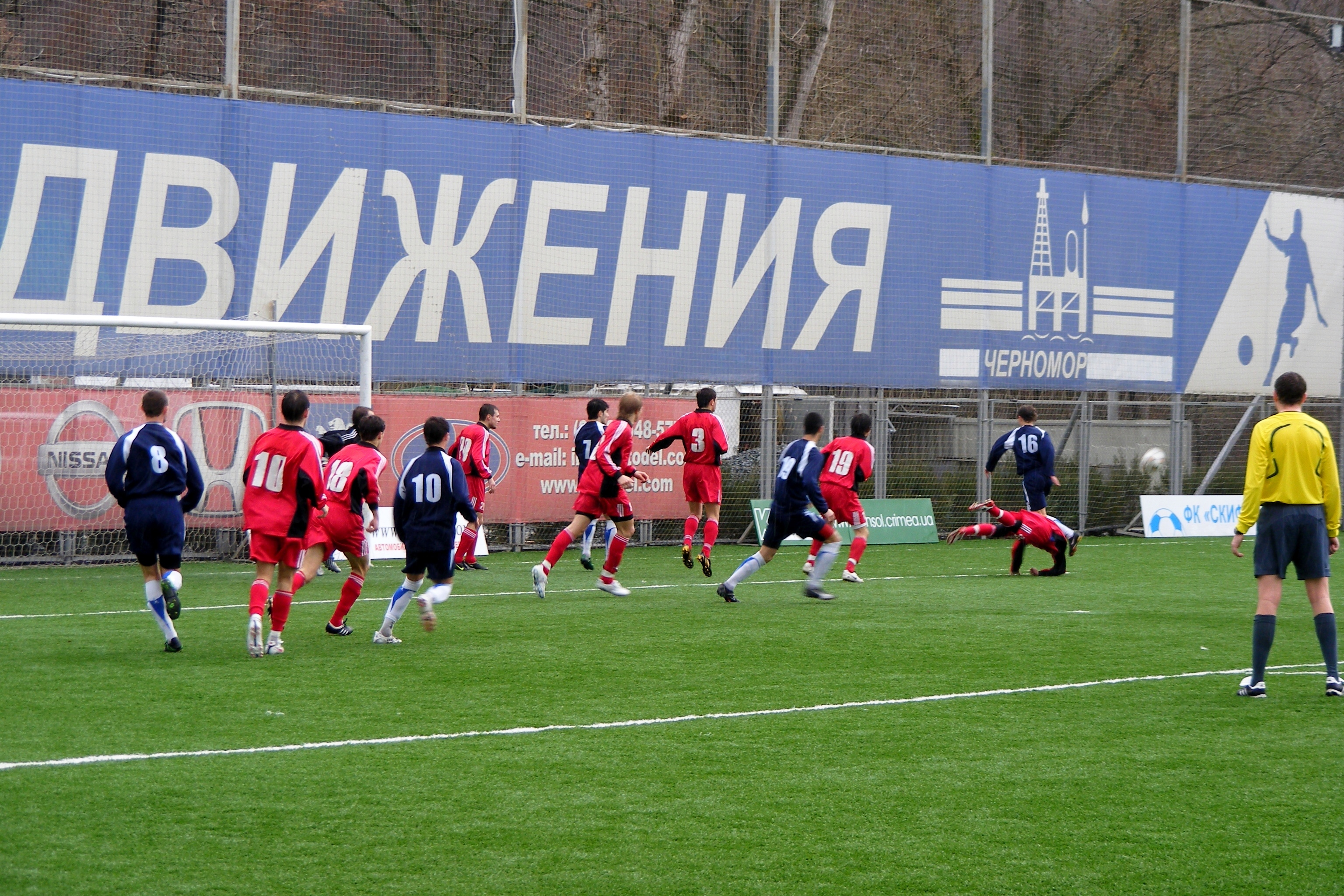
Финальный матч турнира «Крымский подснежник», 2010 год

В разное время на территории Крыма в связи с удовлетворительным состоянием газонов зимой проводился ряд предсезонных и межсезонных турниров, созданных для заполнения паузы между проведением чемпионатов, а также для подготовки и просмотра новых игроков. Среди таких турниров можно выделить Крымский подснежник, Мемориал Юрковского, Кубок Крымтеплицы, Кубок мэра Симферополя и Кубок мэра Евпатории. В советское время для сельских футбольных команд Крымской области проводился турнир на призы газеты «Крымская правда».
Старейшим городским турниром в Крыму является чемпионат Севастополя, разыгрывающийся с 1915 года. Первые известные данные о проведении городских чемпионатов в других населённых пунктах относится к следующим годам: 1927 год — Керчь, 1939 год — Белогорск и Симферополь, 1964 год — Армянск.
| Район проведения чемпионата | Сезон | Чемпион района               | П.      | Город проведения чемпионата | Сезон   | Чемпион города            | П.      |
| --------------------------- | ----- | ---------------------------- | ------- | --------------------------- | ------- | ------------------------- | ------- |
| Бахчисарайский              | 2015  | Титан (г. Бахчисарай)        | [ 197 ] | Керчь                       | 2022    | Автоюниверсити-Войковец   | [ 198 ] |
| Белогорский                 | 2016  | Чайка (пгт. Зуя)             | [ 199 ] | Севастополь                 | 2022    | СШ № 3 — СевГУ            | [ 200 ] |
| Джанкойский                 | 2022  | Аскер (г. Джанкой)           | [ 201 ] | Симферополь                 | 2015    | Спартак (птт. Молодёжное) | [ 202 ] |
| Красногвардейский           | 2022  | Мускатное (с. Мускатное)     | [ 203 ] | Судак                       | 2023    | Ветераны Судака           | [ 204 ] |
| Нижнегорский                | 2021  | Охотское (с. Охотское)       | [ 205 ] | Ялта                        | 2021/22 | ГФК Алупка-Стартинвест    | [ 206 ] |
| Первомайский                | 2020  | Динамо (пгт. Первомайское)   | [ 207 ] | —                           | —       | —                         | —       |
| Раздольненский              | 2017  | Инфокар (пгт. Раздольное)    | [ 208 ] | —                           | —       | —                         | —       |
| Сакский                     | 2021  | Уютное (с. Уютное)           | [ 209 ] | —                           | —       | —                         | —       |
| Симферопольский             | 2022  | ДО ЛФК Легион (c. Маленькое) | [ 210 ] | —                           | —       | —                         | —       |
| Советский                   | 2019  | Интер (с. Заветное)          | [ 211 ] | —                           | —       | —                         | —       |
| Черноморский                | 2019  | Тарханкут (пгт Черноморское) | [ 212 ] | —                           | —       | —                         | —       |

## Сборные

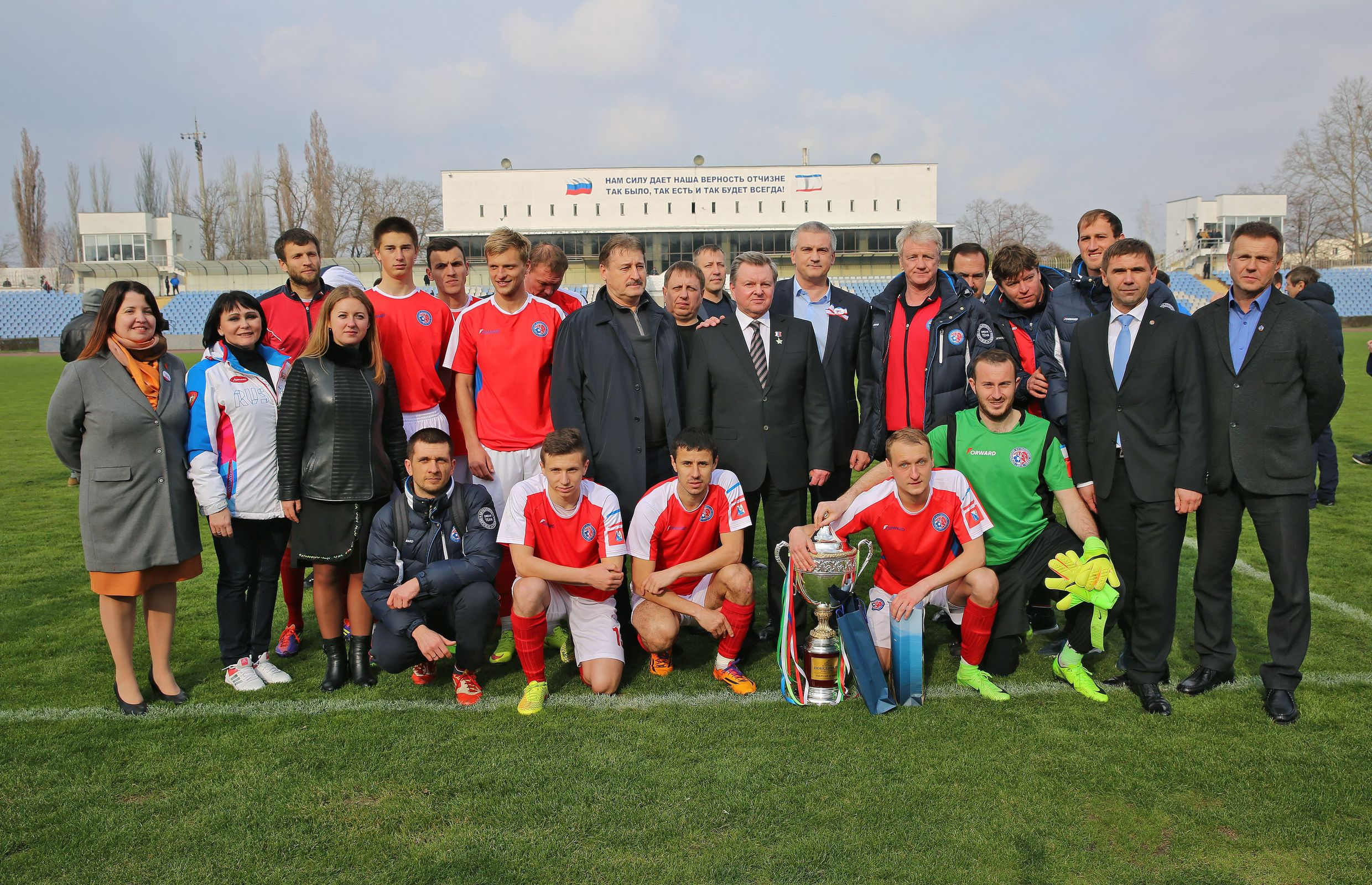
Сборная Крыма — победитель Кубка Крымской весны, 2017 года

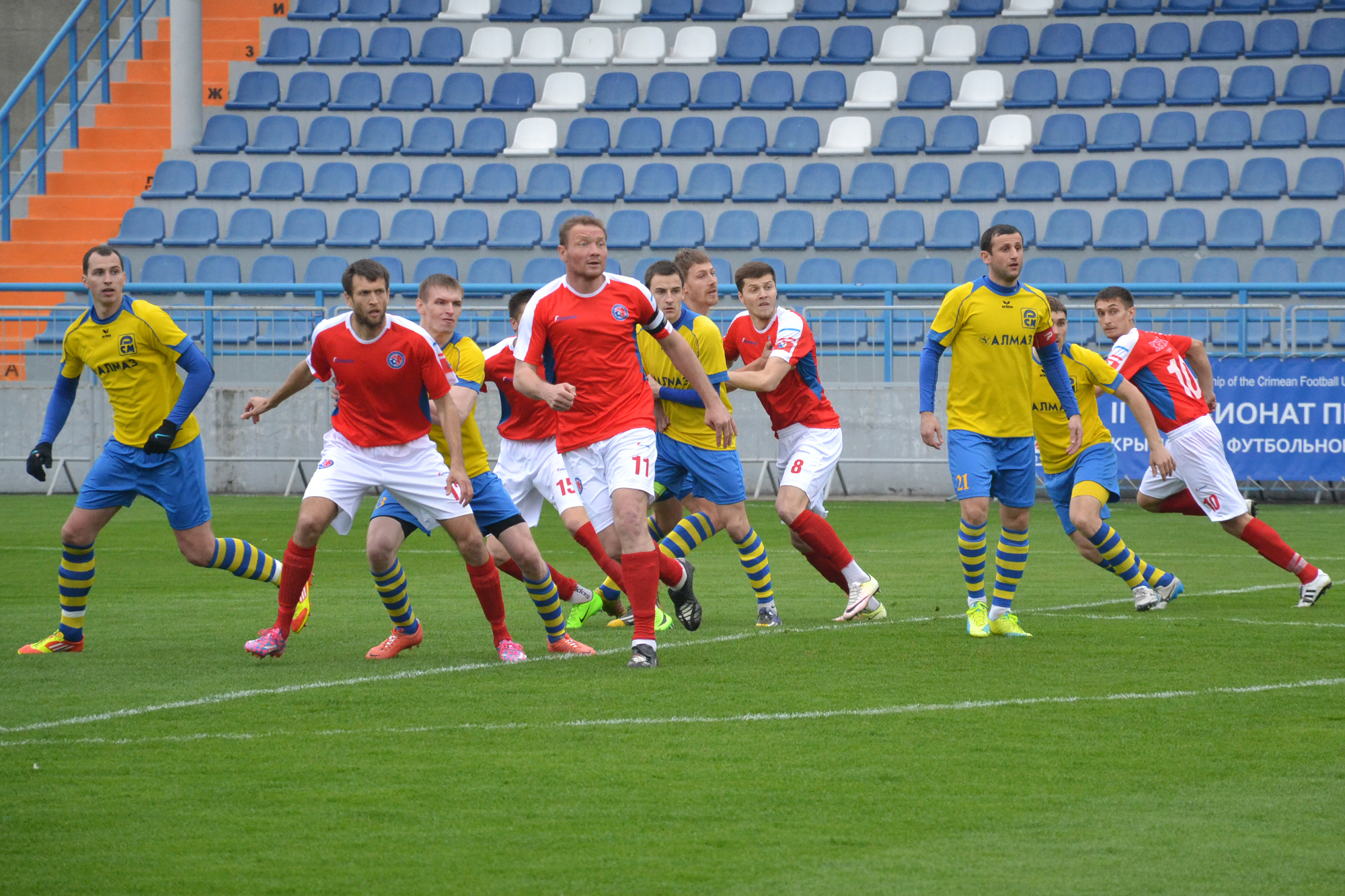
Матч сборной Крыма и «Ростельмаша», 2017 год

Первые известные сведения о сборной Крыма относятся к августу 1922 года. Тогда сборная полуострова должна была сыграть на первой всеукраинской олимпиаде в Харькове, но не явилась на матч с командой Одессы. По итогам всекрымской спартакиады 1923 года была составлена сборная Крыма, которая отправилась в Харьков для участия уже в первой всеукраинской спартакиаде. Первый матч в рамках 1/8 финала общего турнира крымчане завершили победой над командой Екатеринослава (2:1), в следующей игре уступили команде Дружковки (0:2). На следующий год сборная Крыма была сформирована в основном из представителей Севастополя. В таком составе она вновь выехала в Харьков на спартакиаду, где в первой игре уступила хозяевам уже на старте соревнований (2:4). После окончания турнира крымчане сыграли против сборной Украины и победили её со счётом (3:0).
В 1928 году крымская сборная приняла участие на всесоюзной спартакиаде. Для определения кандидатов в главную команду полуострова были проведёны две игры между командами Севастополя и Симферополя. На Спартакиаде крымская сборная уже в первой игре проиграла будущему победителю турнира — команде Москвы. В итоге крымчане заняли 10 место из 12 участников. По возвращении в Крым сборная провела две товарищеские игры с финской командой рабочего союза ТУЛ. В первом матче хозяева играли в оранжевых футболках и уступили гостям (3:6), а в следующей игре свели матч к ничьей (3:3).
На чемпионате РСФСР 1931 года крымчан разгромили представители Северного Кавказа (0:5). В другом матче этого же года, но уже в товарищеской встрече с «Динамо» из Тбилиси, крымчане также оказались слабее (2:5). О существовании сборной в следующие 54 года сведений нет.
Созванная в 1985 году сборная Крыма стала победителем IX летней Спартакиады Украинской ССР. Золотые медали тогда завоевали игроки «Таврии» — И. Леонов, В. Самсонов, П. Кирсипуу, А. Серяков; «Атлантики» — В. Савченко, О. Кошман; «Океана» — В. Ульянов, О. Краснолуцкий, А. Тимофеев. В следующем году рамках подготовки к чемпионату мира по футболу 1986 сборная СССР провела контрольную игру с крымской сборной, составленной из футболистов «Таврии», «Океана» и «Атлантики». Матч закончился со счетом 3:2 в пользу советской команды.
Ещё одна сборная в футбольной истории Крыма появляется в 2006 году, когда из крымских татар проживающих на полуострове и за его пределами была создана сборная крымских татар. Команда была организована по инициативе руководителя Крымскотатарского молодёжного центра Эскендера Бариева для участия в турнире ELF Cup, состоявшимся на территории Северного Кипра. Для комплектации команды Бариев обратился к руководителю РФФК Николаю Гостеву, который оказал содействие в этом вопросе. Основу сборной составили студенты Крымского инженерно-педагогического университета. Будущий игрок украинской национальной сборной Денис Голайдо не являлся крымским татарином, но отправился с командой на Кипр в качестве отдыха, который ему предложили организаторы сборной. В итоге крымские татары дошли до финала, где уступили сборной Северного Кипра (1:3). В следующий раз команда крымских татар была собрана спустя десять лет для участия в Европеаде 2016 года. Основу сборной составили игроки крымскотатарского клуба «Адалет» из Киева. Сумев добыть лишь одну победу на групповом этапе, команда не смогла выйти в следующий раунд и покинула турнир.
После учреждения Крымского футбольного союза, в ноябре 2015 года было объявлено о формировании сборной Крыма. В неё вошли 24 игрока, а главным тренером был назначен Валерий Петров. Презентация сборной Крыма состоялась уже 9 декабря. Единственным турниром, где сыграла команда стал Кубок Крымской весны, прошедший в марте 2017 года. В полуфинале Крым сумел одолеть «Ростсельмаш» (5:0), а в финале — иркутский «Зенит» (3:0). Спустя два месяца команда собралась вновь и сыграла в товарищеском гала-матче со сборной Национальной студенческой футбольной лигой (0:3).

## Стадионы и инфраструктура

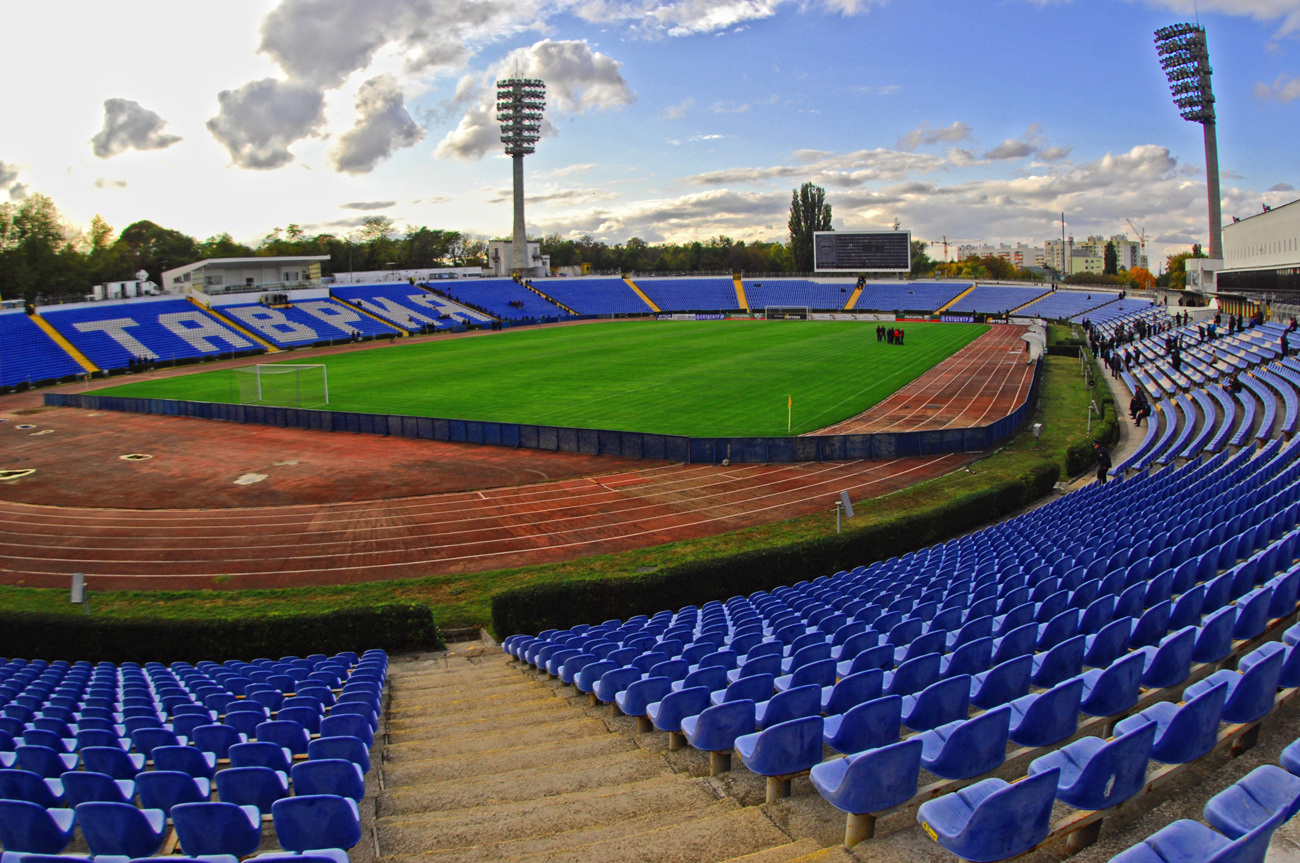
Главная футбольная арена Крыма — симферопольский «Локомотив»

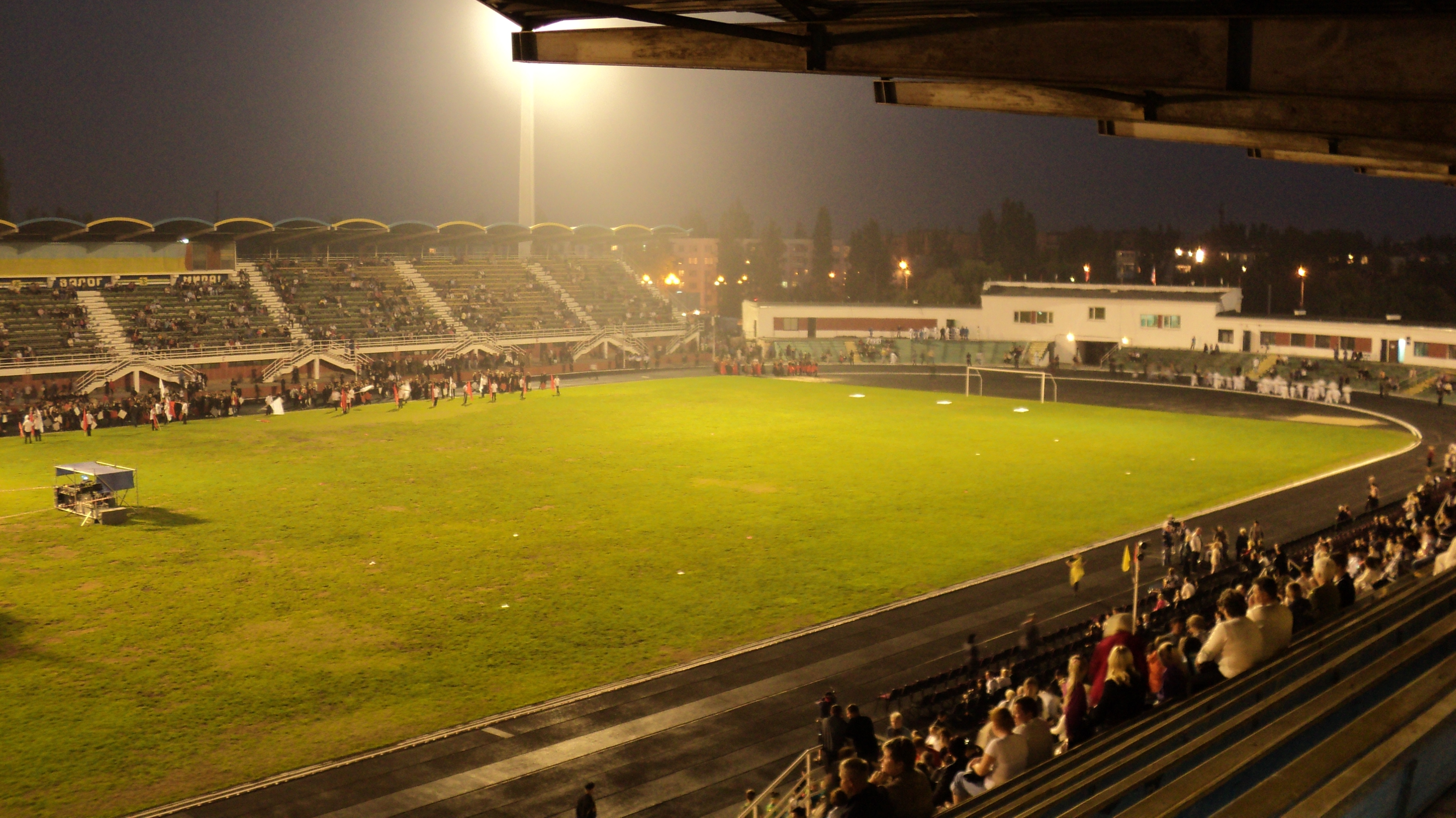
Стадион имени 50-летия Октября в Керчи

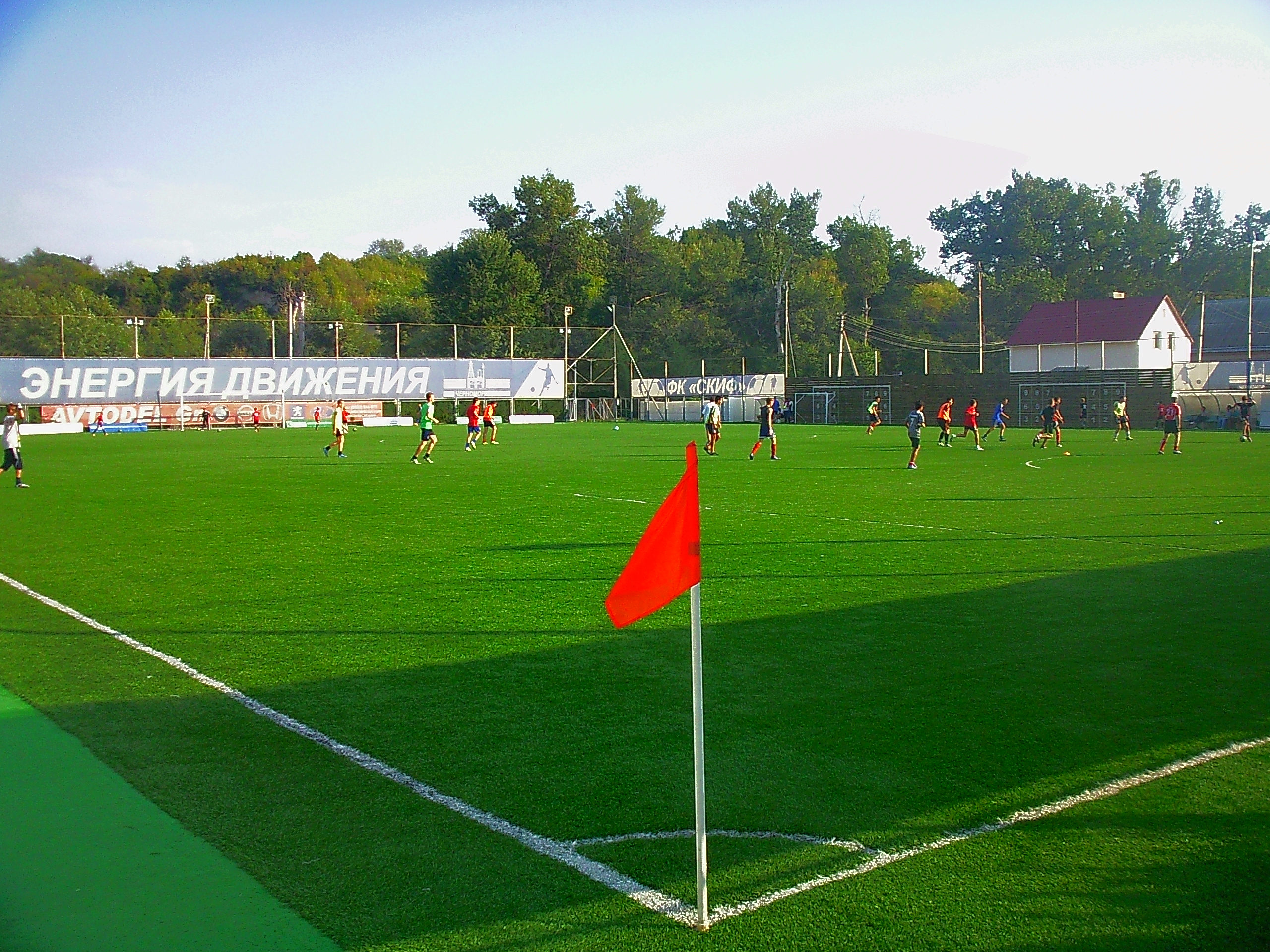
Футбольное поле на базе «Скиф»

На заре появления футбола в Крыму специальных мест для игры в него не было, поэтому футболисты использовали пустыри или дворы. Первыми местами для проведения футбольных состязаний в Крыму стали севастопольское Куликово поле и Рудольфова гора, Рукавишникова дача в Феодосии и гора Митридат в Керчи. Для защиты от зевак в 1913 году керченское общество тенниса и футбола обратилось в городскую думу с просьбой возвести стены вокруг спортивного поля, так как имеющиеся стены были слишком низкие. Дума ходатайство не приняло и спустя год члены общества самостоятельно приступили к обустройству и выравниванию площадки на территории горы Митридат.
С установлением советской власти началась совершенствоваться футбольная инфраструктура. В 1930-е годы стадионы начали появляться в сельской местности. На строительство стадионов в совхозах «Китай» Биюк-Онларского района и «Тереклы-Конрад» Евпаторийского района было выделено 60 тысяч рублей. Налаживание футбольной инфраструктуры проводилось силами профсоюзных и комсомольских организаций. Решением партийного собрания коммунистов Куйбышевского района было постановлено возвести стадион в деревне Албат (сейчас — Куйбышево). За решение этой задачи на безвозмездной основе взялись рабочие и служащие, занимающиеся стадионом по выходным.
Реконструкция симферопольского стадиона «Консервщик» обошлась в 1937 году в 200 тысяч рублей, а в следующем году на дополнительные расходы на арену было выделено ещё 70 тысяч. К 1939 году относится начало работ по возведению у симферопольского паровозного депо стадиона «Локомотив» при ЦК союза железнодорожников Юга. Вместимость нового стадиона была рассчитана на 3 тысячи зрителей.
В послевоенном Крыму стадионы имели плохое оснащение. Ни один из стадионов полуострова не располагал качественным травяным покровом, что увеличивало травматизм во время игры. Восстановление главной севастопольской арены — стадиона завода имени Серго Орджоникидзе началось уже в марте 1945 года на средства самого завода. На вырученные от продажи металлолома физкультурники Озерной МТС Джанкойского района в 1948 году построили стадион и приобрели спортинвентрь. В 1956 году был сдан стадион Таврического военного округа в Симферополе, построенный на месте современного «Локомотива», имевший вместимость в 11 тысяч зрителей. Сооружением арены занимались сами военные. В 1965 году было положено начало строительства самого стадиона «Локомотив» по проекту архитектора Анатолия Крамаренко. В его возведении участвовали 600 человек. Поскольку стадион предназначался для приёма игр самого высокого уровня, то его вместимость была запроектирована на 25 тысяч мест. При этом сотрудники крымского филиала «Гипрограда» предусмотрели орошение газона через специальную систему полива, чего не было тогда ни на одного другом стадионе в СССР.
К 1971 году в Крыму имелось 23 полноценных стадиона. В 1974 году всего за полгода был выстроен стадион «Химик» в Армянске вместимостью 5 тысяч мест. В 1981 году вместимость симферопольского «Локомотива» была увеличена до 40 тысяч мест.

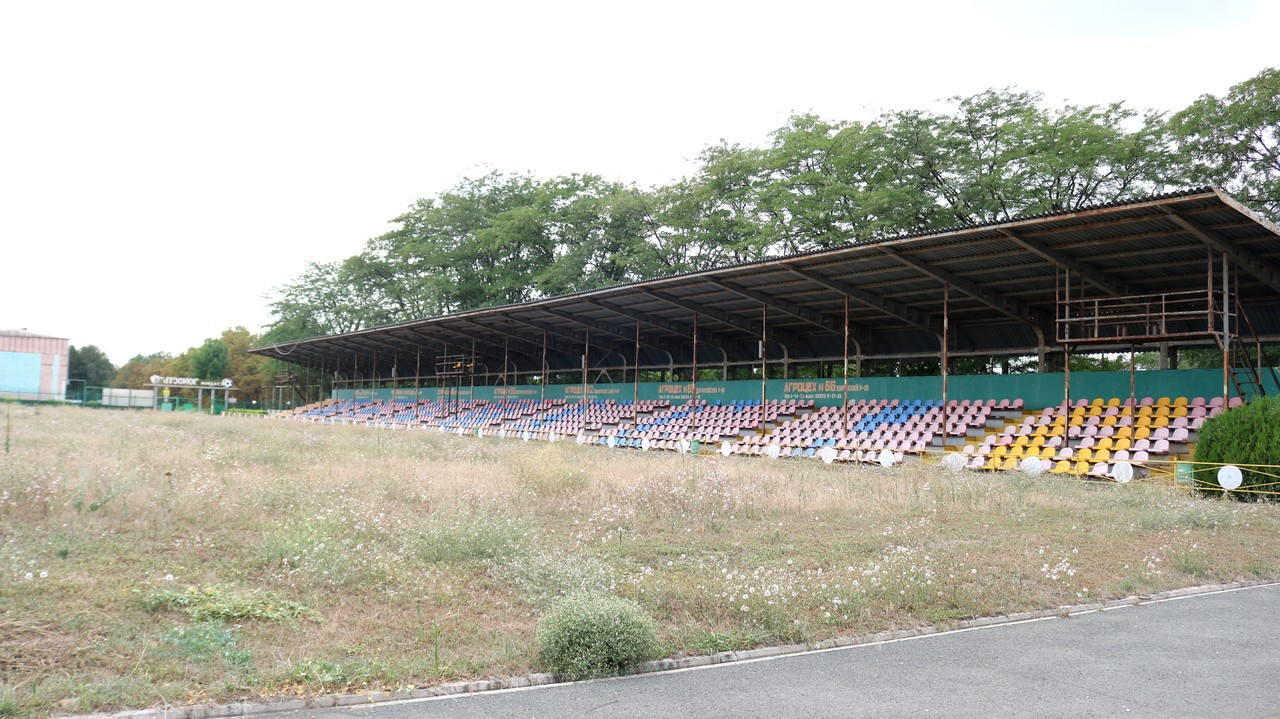
Стадион «Юность» в Калинино, 2019 год

В 1990-е годы главный севастопольский стадион «Чайка» пришёл в упадок, после чего на нём был выстроен рынок и больше по своему главному назначению он не использовался. Со смертью «Чайки» основным стадионом в Севастополе стал СКС. Реконструкция стадиона 2011 года обошлась инвесторам в 20 миллионов долларов, после чего СКС стал единственным в городе соответствовавшим нормам проведения матчей в УПЛ. Что касается главной спортивной арены Крыма — симферопольского «Локомотива», то его реконструкция в 2000-е годы обошлась в 3 миллиона долларов бюджетных средств. Для участия команды «Феникс-Ильичёвец» во Второй лиге Украины на стадионе «Юность» в 2006 году были возведены трибуны на 1050 зрителей.
По состоянию на 2014 год Федерация футбола Украины располагала данными о наличии в Крыму 560 футбольных полей, 560 площадках с искусственным покрытием, 3 футбольных стадионах для профессиональных клубов и 29 стадионах для любительских команд. К 2017 году в Крыму в сельской местности находилось 228 футбольных полей и стадионов. При этом 14 из них имели трибуны и вместимость не менее 1500 зрителей. Посетивший в 2015 году Франтишек Лауринец, занимающийся вопросом Крыма в УЕФА, оценил футбольную инфраструктуру на полуострове как находящуюся в плохом состоянии. При этом министр спорта России Виталий Мутко счёл что спортивная инфраструктура Крыма соответствует среднероссийскому уровню.

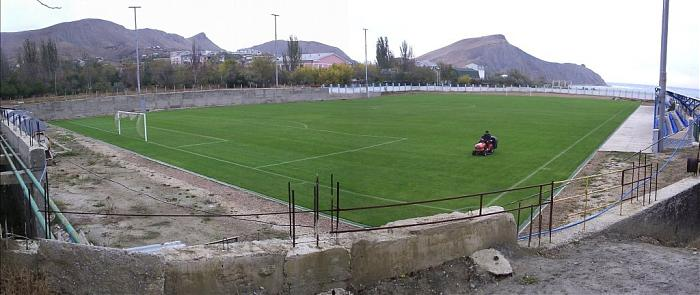
Стадион «Динамо» в Орджоникидзе

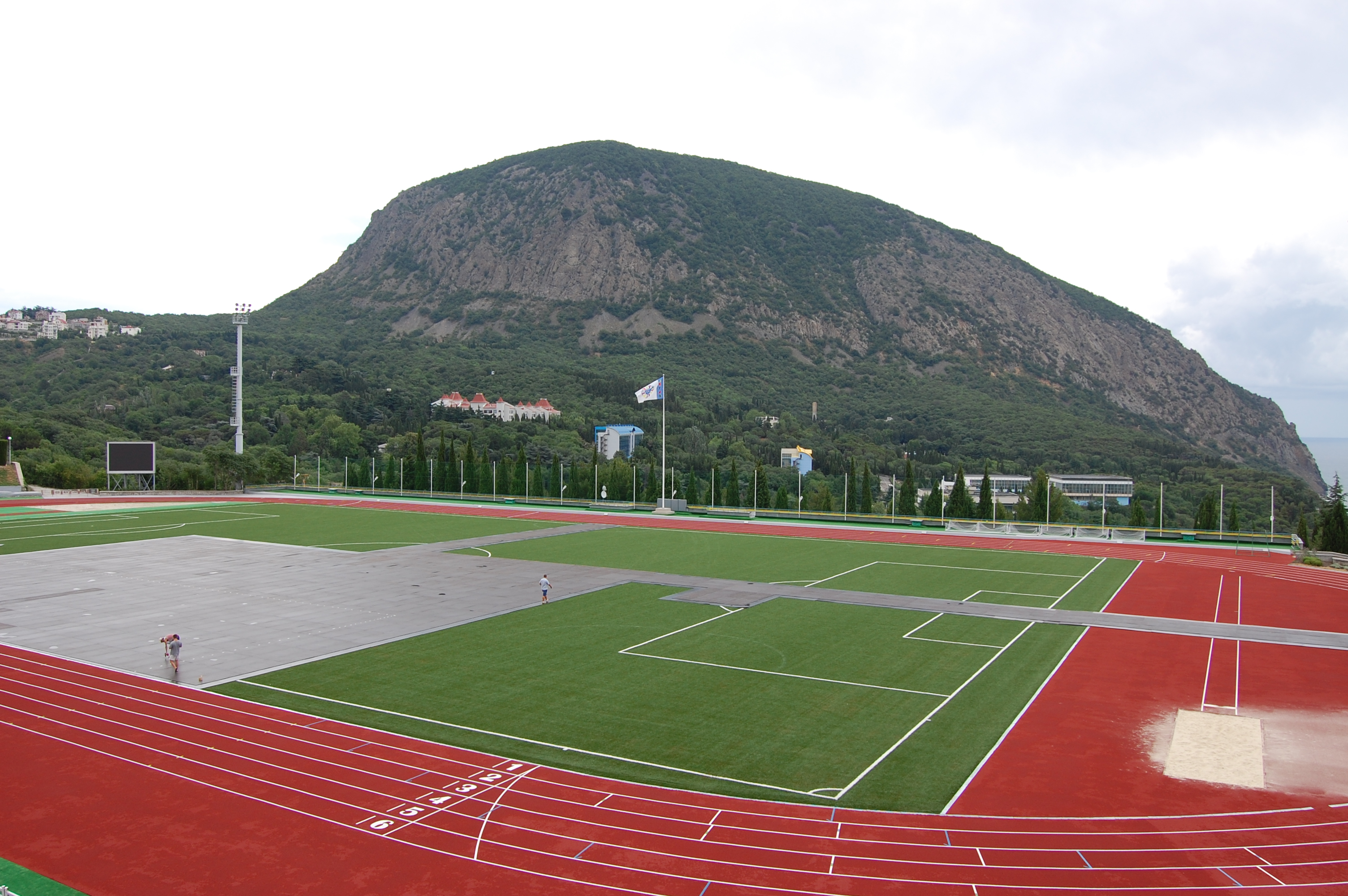
Центральный стадион Артека

После 2014 года была заброшена и разграблена учебно-тренировочная база футбольного клуба «Таврия» в селе Почтовое. Другая база симферопольской команды «Скиф» в селе Новопавловка в 2023 году была выставлена на продажу. В этом же году база киевского «Динамо» в посёлке Орджоникидзе была включена российскими властями полуострова в список для национализации. На месте евпаторийского стадиона «Авангард» в 2018 году был возведён парк развлечений. Новыми российскими властями полуострова была начата реконструкция ряда стадионов. В Симферополе была проведена модернизация «Локомотива» , в Ялте — «Авангарда», а в Балаклаве — «Горянка». Аналогичные работы были начаты в Феодосии и Керчи на стадионах имени Шайдерова и имени 50-летия Октября соответственно.
Впервые профессиональная футбольная академия была открыта в Евпатории в 2020 году, где на семи полях получили возможность заниматься 150 детей.
| №  | Название             | Населённый пункт | Вмест. | Прим.   |
| -- | -------------------- | ---------------- | ------ | ------- |
| 1  | Локомотив            | Симферополь      | 19 978 | [ 250 ] |
| 2  | имени 50 лет Октября | Керчь            | 10 000 | [ 251 ] |
| 3  | Артек                | Гурзуф           | 7 000  | [ 252 ] |
| 4  | СКС                  | Севастополь      | 5 711  | [ 253 ] |
| 5  | Фиолент              | Симферополь      | 5000   | [ 254 ] |
| 6  | Химик                | Армянск          | 5000   | [ 255 ] |
| 7  | Дружба               | Бахчисарай       | 3500   | [ 256 ] |
| 8  | КТ Спорт Арена       | Аграрное         | 3250   | [ 257 ] |
| 9  | Авангард             | Ялта             | 3000   | [ 258 ] |
| 10 | Химик                | Красноперекопск  | 3000   | [ 259 ] |

## Известные игроки

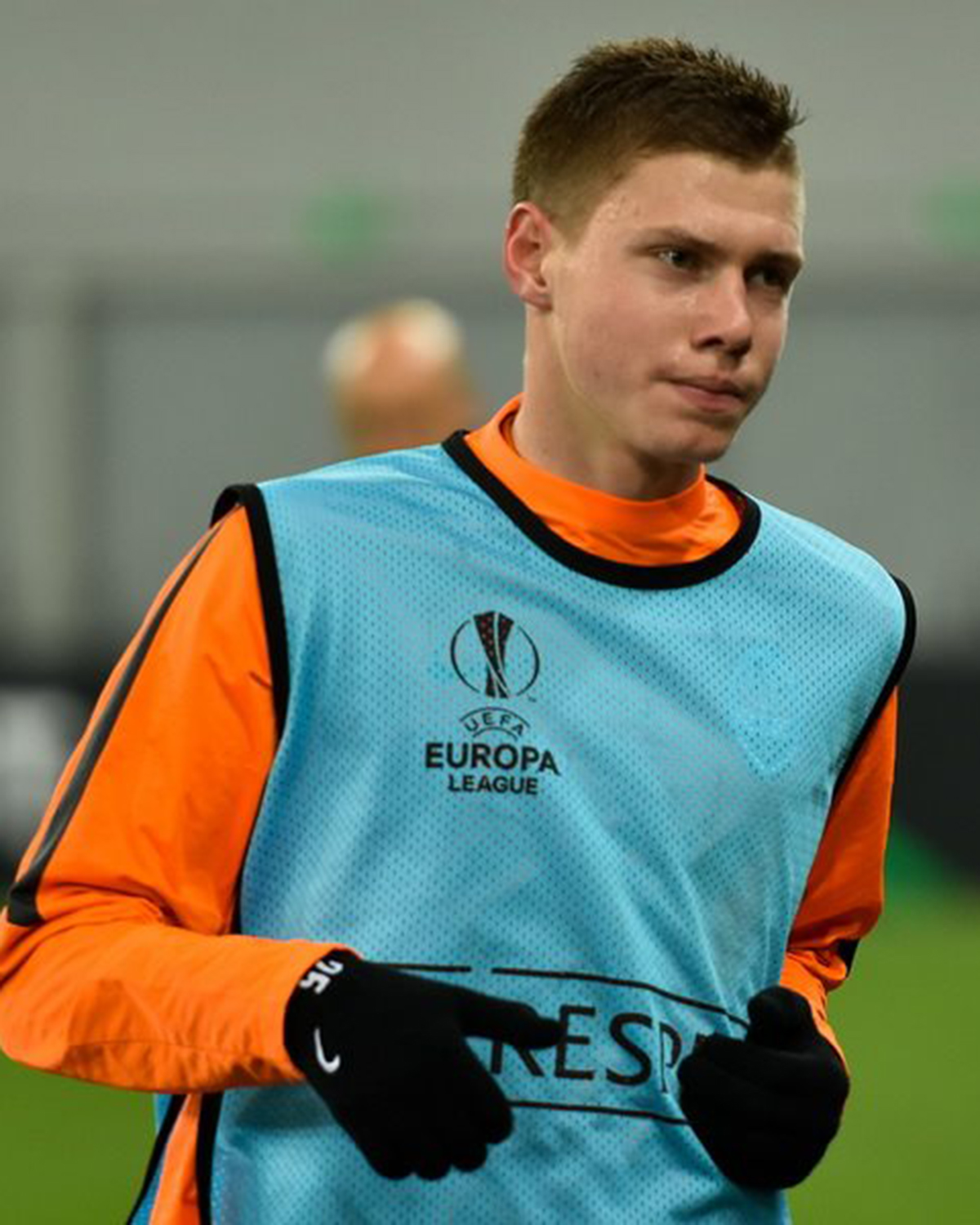
Николай Матвиенко — рекордсмен среди крымчан по количеству игр за сборную Украины

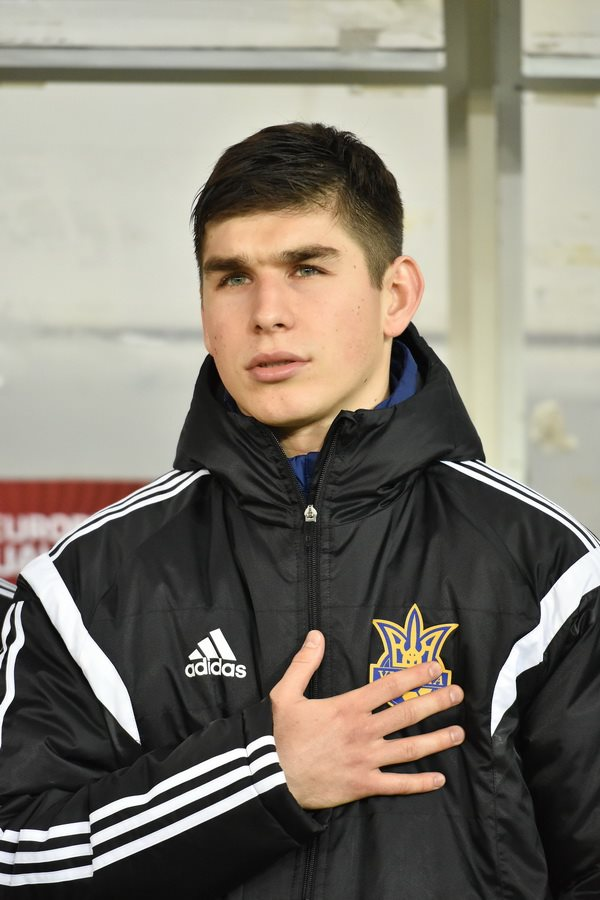
Будущий игрок украинской сборной Руслан Малиновский впервые дебютировал в УПЛ в составе «Севастополя»

За всю историю лишь два уроженца Крыма имели опыт игры за сборную СССР по футболу. Ими стали Виктор Кузнецов (8 матчей за сборную) и Юрий Аджем (4 матча). В составе сборной Украины играли 9 футболистов, родившихся в Крыму: Николай Матвиенко (57 матчей), Виталий Мандзюк (19), Сергей Ковалец (10), Александр Евтушок (8), Денис Голайдо (4), Сергей Снытко (2), Сергей Есин (2) и Александр Свистунов (1).
Среди других игроков национальной команды Украины, у которых футбольная карьера была связана с Крымом можно выделить Андрея Несмачного (воспитанник крымского Училища олимпийского резерва; 67 матчей), Александра Головко (58), Максима Левицкого (8), Владимира Горилого (3). Трое последних начинали свой путь в профессиональном футболе в симферопольской «Таврии».
Кроме того, во время выступлений за «Таврию» в сборную Украины вызвались Алексей Антюхин, Александр Гайдаш, Владимир Гоменюк, Юрий Гудименко, Максим Калиниченко, Сергей Назаренко. Непосредственно из «Севастополя» в сборную приглашался Александр Ковпак. При этом будущие игроки национальной команды Руслан Малиновский, Александр Караваев, Филипп Будковский получали первый опыт игры в УПЛ именно в «Севастополе».
Уроженец Алупки Евгений Алдонин, известный по выступлениям за московский ЦСКА, провёл в составе национальной сборной России 29 матчей. В 2022 году в сборной России дебютировали крымчане Владимир Сычевой (позже сменил фамилию на Писарский) и Даниил Хлусевич.

## Футбольные судьи

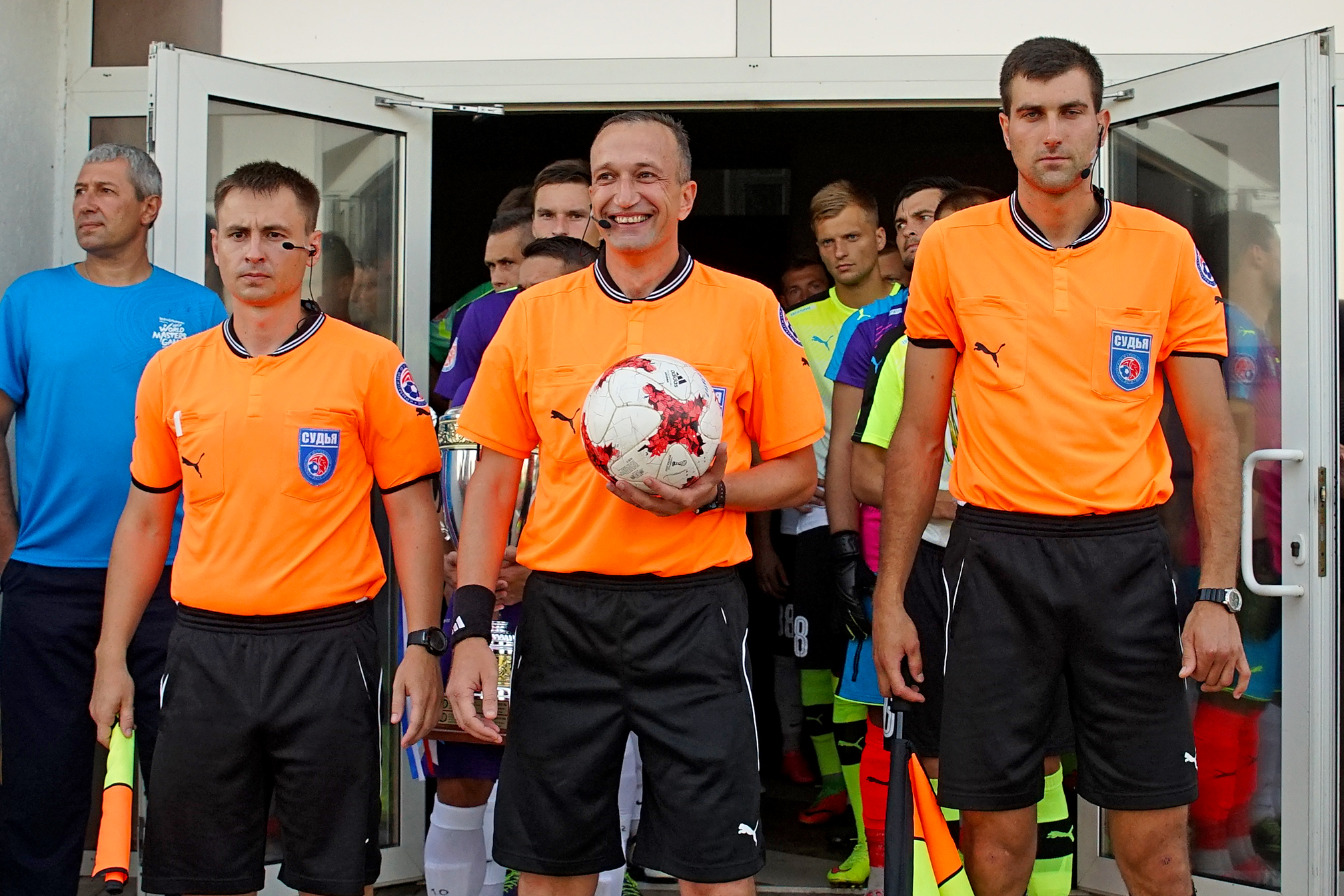
Юрий Вакс с бригадой арбитров перед матчем за Суперкубок КФС 2017 года

По состоянию на 2014 год в Крыму работало 30 футбольных судей, 90 ассистентов судей из них 3 судьи-женщины и 4 ассистентки главного судьи. В сезоне 2013/14 матчи Премьер-лиги Украины обслуживали четыре футбольных арбитра из Крыма: Анатолий Жабченко и Юрий Вакс (на поле), Игорь Алехин и Денис Шудрик (в качестве лайнсменов). При этом Вакс являлся самым востребованным арбитром турнира, отсудив 14 игр УПЛ. После аннексии Крыма арбитры с пропиской в Крыму не были приняты в РФС. Большинство из них продолжило работу на уровне крымских турниров. Тем не менее, Вакс, Жабченко и Алехин ещё несколько лет продолжали работать в турнирах под эгидой ФФУ и приглашались для обслуживания международных встреч.
Ситуация изменилась после появления информации о наличии у Жабченко российского паспорта и его прибытии на матчи УПЛ с нарушением правил пересечения украинской границы (по маршруту Симферополь — Москва — Киев). После отстранения от судейства на Украине он в 2019 году был включён в список арбитров Российской премьер-лиги. В 2023 году в Абхазию была направлена на матчи местного чемпионата бригада арбитров, состоящая из Юрия Волкова, Дениса Шудрика и Никиты Кочережкина.
Во время вторжения на Украину был убит судья Константин Попов, воевавший на стороне российских войск.
При поддержке Крымского футбольного союза в Симферополе действует «Школа молодого судьи».